# Empire Gupta
Vous lisez un « bon article » labellisé en 2012.
IIIe siècle – VIe siècle
Entités précédentes :
- Kanva
- Empire kouchan

Entités suivantes :
- Shvetahûna
- Maitrakas (en)
- Gauda
- Vanga
- Pushyabhuti (en)
- Maukhari

Les Gupta sont une dynastie ayant régné sur le nord de l'Inde de la fin du IIIe siècle aux alentours du milieu du VIe siècle. Leur origine reste mystérieuse et il est probable qu'ils aient tout d'abord été un clan de roitelets à la tête de petits États dans la vallée du Gange et de ses affluents. Cette dynastie connaît une expansion rapide au IVe siècle, sous l'impulsion des conquérants Chandragupta et Samudragupta, et voit l'apogée de sa prospérité durant la première moitié du Ve siècle, notamment sous le règne de Kumâragupta Ier et de son fils Skandagupta. Le déclin des Gupta débute ensuite, sous l'effet d'invasions extérieures et de forces centrifuges, et leur fin reste mal connue.
Considéré comme un Empire en raison de son étendue et de la puissance incontestée qu'exerçaient ses souverains sur le sous-continent indien à leur apogée, l'État des Gupta s'avère peu centralisé. Ces rois dominaient plusieurs royaumes voisins qui partageaient une culture similaire, et les pouvoirs locaux disposaient de marges de manœuvre importantes, notamment les monastères. Du point de vue religieux, cette époque est marquée par la cohabitation de deux grandes religions, le brahmanisme (l'état ancien de ce qu'on désigne aujourd'hui comme l'hindouisme) et le bouddhisme, ce dernier connaissant alors son dernier éclat en Inde, avant de connaître un reflux face au premier.
La période gupta est souvent assimilée à un « âge classique », ou un « âge d'or » de la culture indienne ancienne, en raison des réalisations remarquables qui sont datées de cette époque en mathématiques et en astronomie (travaux d'Âryabhata, apparition du zéro en tant que nombre), en littérature et théâtre (œuvres de Kâlidâsa) ou encore en sculpture (écoles de Mathura et de Sārnāth, temple de Deogarh) et peinture (à Ajantâ). S'il est désormais évident que ces accomplissements sont largement tributaires de ceux de la période les précédant, leur importance dans l'histoire de la civilisation indienne et leur rayonnement sur les pays voisins sont indéniables.

## Sources
Les sources nous informant sur cette période sont assez maigres pour reconstituer l'histoire politique et sociale, comme bien souvent pour l'Inde ancienne. On connaît des inscriptions de souverains ou de gouverneurs, dont la plus remarquable est celle du pilier d'Allāhābād (Prayagraj) datant du règne de Samudragupta, ainsi que celles de vassaux tels que les rois d'Eran au début du VIe siècle. D'autres proviennent de notables ou de guildes, et nous donnent des informations sur la société et la vie religieuse, comme l'inscription de Mandasor du Ve siècle commémorant la construction d'un temple à Sūrya financée par une guilde de tisseurs de soie. La succession des souverains et certains faits de leur règne sont connus par les nombreuses monnaies qu'ils ont fait frapper, ou encore des sceaux qui nous informent sur les charges qu'ils confiaient à leurs subordonnés. Quelques chroniques historiques plus tardives sont connues, mais elles sont peu utiles pour la période gupta.
Des récits de voyageurs chinois offrent une description du pays et parfois des anecdotes historiques, souvent intéressées par le bouddhisme car ces explorateurs étaient des moines. Faxian voyage en Inde sous le règne de Chandragupta II, Song Yun et Hui-sheng au début du VIe siècle, et surtout Xuanzang qui vient en Inde au VIIe siècle mais rapporte quelques faits datant des Gupta.
En fin de compte, les informations principales concernent la culture et l'art de la période gupta, notamment les écrits religieux, littéraires et scientifiques majeurs qui ont été conservés jusqu'à nos jours, et parmi lesquels on compte des œuvres majeures de la civilisation indienne (Purana, écrits de Kâlidâsa, Âryabhata, etc.). Il est cependant difficile de les dater précisément, même s'il est possible de situer grossièrement leur période de rédaction.
Plusieurs sites présentent des niveaux et des monuments de la période gupta. Il s'agit surtout de centres religieux : Sārnāth, Mathura, Nâlandâ, Deogarh, Eran, et les sanctuaires rupestres dont le plus célèbre est Ajantâ. Ces sites étant également des centres artistiques importants, ils ont livré de nombreuses œuvres de cette période : sculptures en pierre et en terre cuite, et des peintures à Ajantâ.

## Histoire de l'empire de la dynastie Gupta

### Des origines obscures

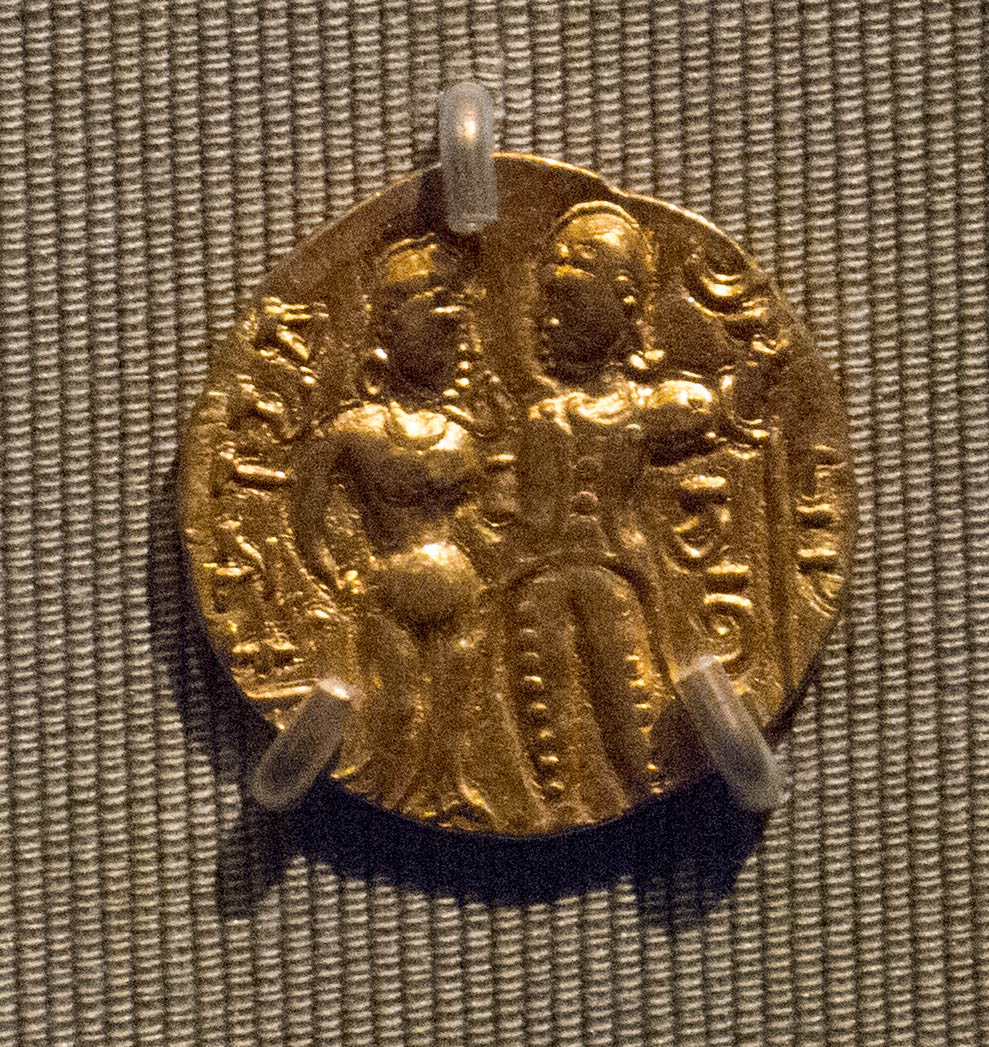
Monnaie du roi Chandragupta Ier.

Les origines de la dynastie des Gupta sont mal connues. Leur nom de famille suggère qu'ils seraient issus de la caste des vaishya, à moins qu'ils n'aient été des brahmanes. Leur origine géographique se situerait dans l'actuel Uttar Pradesh ou dans le Magadha (le nord de l'actuel Bihar). C'est en tous les cas dans cette dernière région que les premières bases de leur puissance sont repérables. La tradition et l'inscription de Samudragupta à Prayagraj, l'ancienne Prayâga, laissent penser que Srî Gupta, le premier Gupta, régna vers la fin du IIIe siècle et son successeur Ghatotkachagupta probablement vers le début du IVe siècle, tous deux portant le titre de mahârâja, « roi ». Ils dominent alors sans doute un territoire réduit, ancien centre de la puissance de l'Empire Maurya. Cette région, comme le reste de la plaine gangétique, est alors divisée entre différents États qui se sont partagé les dépouilles des anciennes puissances dominantes au IIe siècle, l'empire kouchan au nord-ouest du sous-continent et la dynastie Satavahana au centre-est.

### L'expansion territoriale sous les grands empereurs Gupta

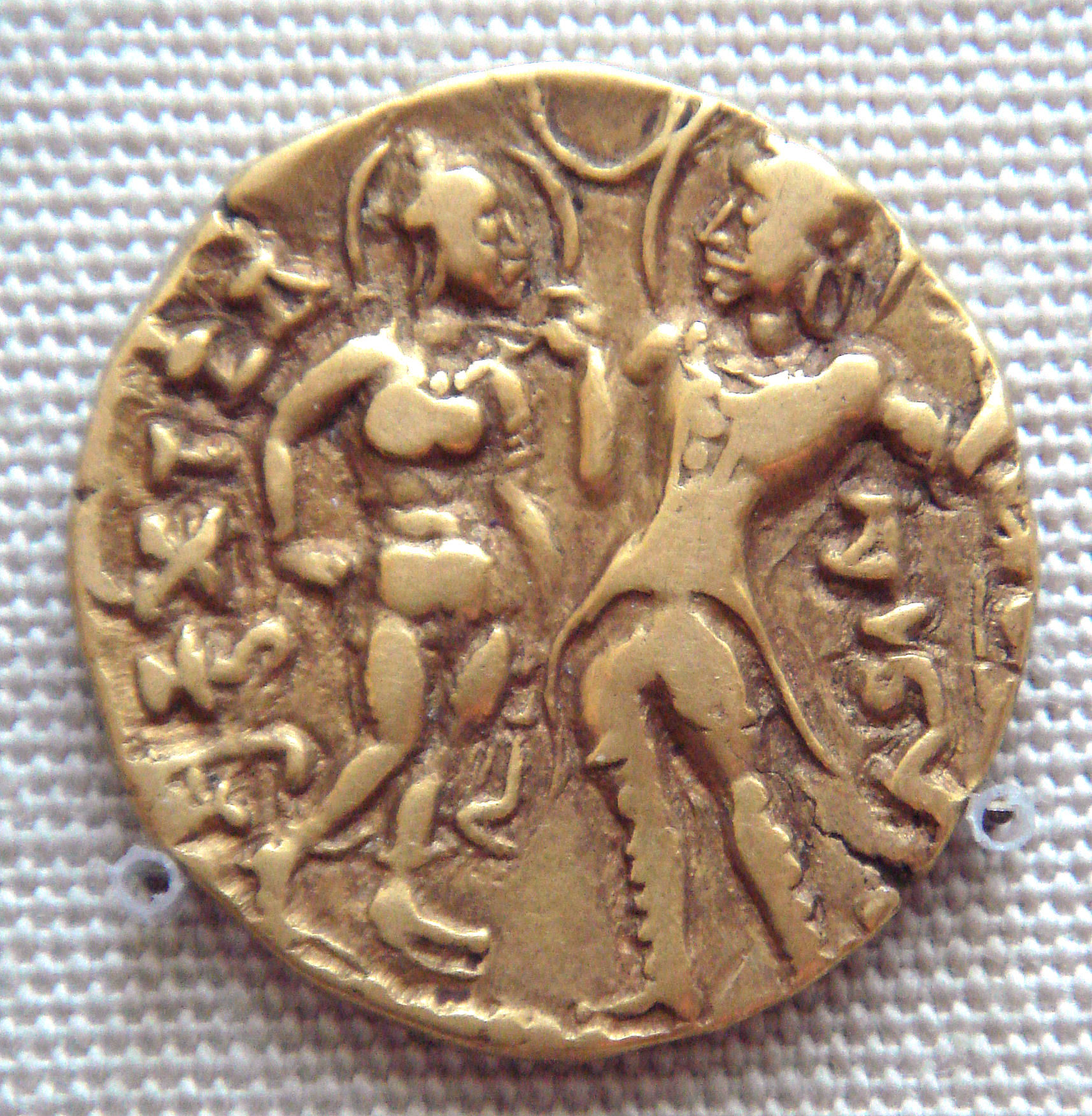
La reine Kumâradevî et le roi Chandragupta Ier sur une monnaie de leur fils Samudragupta I

Chandragupta, qui est apparemment le fils de Ghatotkachagupta, monte sur le trône vers 319-320, date qu'il choisit pour initier une nouvelle ère, celle des Gupta, même si on ne sait pas si un événement précis l'a incité à agir ainsi. Quoi qu'il en soit, il réussit un mariage politique important en épousant vers 308 Kumâradevî, une princesse Lichhavî (à ne pas confondre avec la dynastie Licchavi du Népal), issue d'un des États de son voisinage (sans doute une principauté importante du Magadha). Ce mariage est célébré par une émission monétaire qui représente le roi et la reine. Dorénavant maître de Pâtaliputra et allié d'une grande famille, Chandragupta s'emploie apparemment à assurer et augmenter son pouvoir en faisant la conquête du reste du Magadha, de Prayâga et de Sâketa. Il est alors le maître d'une grande partie de la vallée orientale du Gange et se donne le titre de mahârâja-adhirâja, « grand roi des rois », qui est en fait couramment employé par d'autres rois de l'époque, et pas forcément les plus puissants.
Samudragupta, succède à son père Chandragupta en 335. C'est le grand artisan de la puissance de la dynastie Gupta. Il a laissé dans la tradition indienne postérieure l'image d'un roi idéal, guerrier victorieux et amateur des arts. La liste de ses conquêtes est connue par l'inscription qu'il a laissée à Prayagraj (l'ancienne Prayâga) sur un pilier érigé plusieurs siècles plus tôt par le grand souverain Maurya, Ashoka. Ce texte est un panégyrique (prashasti) qui décrit ses victoires sur différents souverains, comment il a reçu la soumission d'autres, mais aussi comment il en a épargnés pour en faire ses tributaires. On peut distinguer plusieurs degrés de soumission : il a conquis la majeure partie de la vallée du Gange, notamment le « pays des Ârya » (Âryavarta), où il procède généralement à des annexions, tandis qu'à d'autres endroits il laisse les anciens souverains en place comme gouverneurs. D'autres rois se soumettent à lui et deviennent ses tributaires après ses victoires. On retrouve parmi les rois soumis des Shakas (Saces) au nord-ouest, et certaines des dynasties importantes du Rajasthan comme les Mâlvâ et les Yaudhaya. L'autorité de Samudragupta semble reconnue jusqu'au Népal, au Pendjab, dans une partie du Deccan, et il est possible que le roi du Sri Lanka (Sinhala) ait reconnu sa suzeraineté lointaine. Mais le sud du sous-continent indien échappe à Samudragupta. Ce dernier a pratiqué un ashvamedha, ou sacrifice du cheval, pour célébrer ses conquêtes, et frappé une monnaie d'or illustrée d'un cheval commémorant cet événement. Il prend alors le titre de chakravartin, qui signifie qu'il exerce une domination universelle. Dévot de Vishnou, il fait cependant preuve de tolérance envers les shivaïtes et les bouddhistes.

### L'apogée de la dynastie
Les conditions de succession de Samudragupta sont obscures, dans la mesure où les sources disponibles, des récits bien postérieurs aux faits, sont sujettes à caution. Le fils aîné Râmagupta succède à son père vers 375, comme on le voit par des monnaies frappées à son nom. Mais selon la tradition littéraire indienne, il aurait perdu un conflit contre le kshatrapa (« satrape », c'est-à-dire souverain) Shaka (ou indo-scythe) Rudrasimha III, et lui aurait livré son épouse Dhruvadevî. C'est alors son frère Chandragupta qui serait allé dans la capitale Shaka, Ujjain, où il aurait tué le souverain ennemi et ramené la reine, avant de se débarrasser de son frère qui aurait cherché à l'éliminer à la suite de cette action de gloire qui lui portait ombrage.

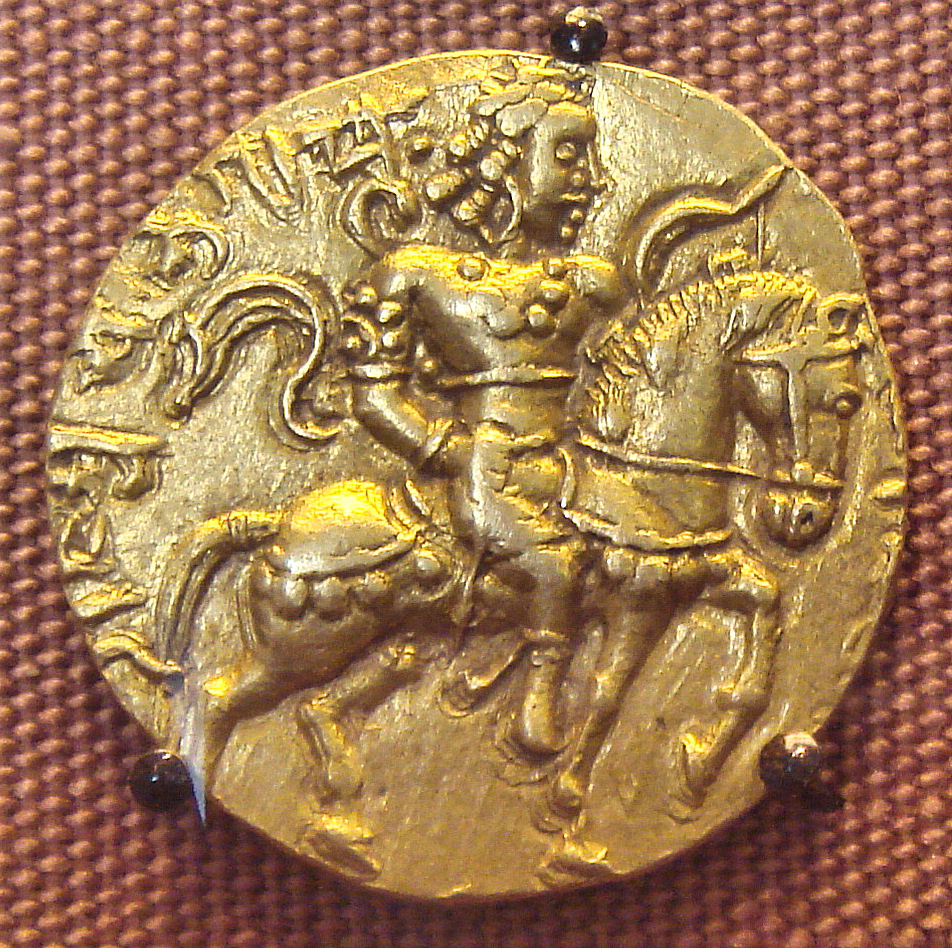
Chandragupta II à cheval, représenté sur une monnaie d'or émise durant son règne.

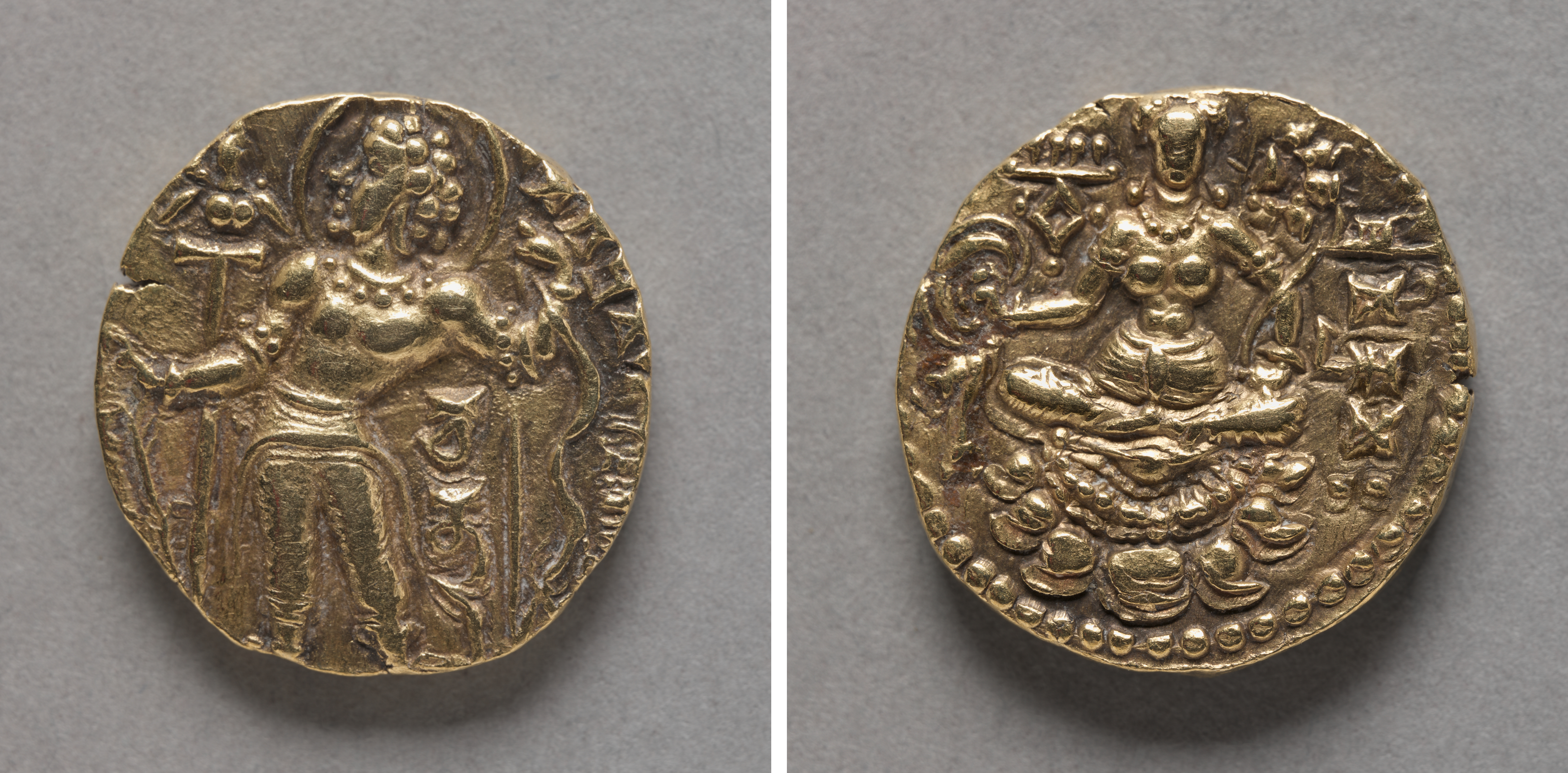
Pièce de monnaie figurant un archer divin sur le côté face (ici, à gauche), et la déesse Lakshmi — la Fortune — assise sur un lotus dans la posture du lotus sur le revers (à droite). Entre 380 et 415, règne de Chandragupta II.

Chandragupta II règne de 375 à 415. Sous son règne, le royaume Gupta devient encore plus puissant, et s'étend par des conquêtes et alliances matrimoniales. Il poursuit les conquêtes de son père, repoussant les frontières occidentales, défaisant les satrapes occidentaux du Mâlvâ en s'emparant du Gujarat dans une campagne qui dure jusqu'en 409. Puis il prend finalement Ujjain, la capitale principale des Shakas, vers 400, événement inscrit sur un pilier de fer monumental qui se trouve aujourd'hui à Delhi. Il soumet de même les râjas du Bengale. Chandragupta marie sa fille Prabhâvatî au roi Rudrasena II des Vakataka, dont la dynastie devient un allié des Gupta. Rudrasena mourant peu après alors que ses fils sont jeunes, Prabhâvatî exerce un temps la régence.  À l'issue de ces campagnes, il est à la tête d'un empire qui s'étend d'une côte à l'autre. Chandragupta II prend le titre de Vikramâditya, « Soleil de valeur », particulièrement prestigieux dans la tradition brahmanique. Il établit une capitale à Ujjain, délaissant peut-être sa capitale originelle de Pâtaliputra, la nouvelle étant plus commode pour gérer le commerce dans le nord de l'Inde. L'empire est alors à son apogée. Bien qu'issu de campagnes guerrières, c'est un centre de civilisation important pour l'art, la littérature, la culture et la science, dont le pèlerin bouddhiste chinois Faxian qui visite le royaume Gupta sous le règne de Chandragupta II fait une description très positive.
Kumâragupta Ier, le fils de Chandragupta, monte sur le trône en 415, après le possible règne éphémère d'un certain Govindagupta connu par un sceau provenant de Basârh dans le Bihar. Il conserve l'empire et sa prospérité, au cours d'un long règne qui semble avoir été majoritairement pacifique. Il pratique le sacrifice ashvamedha à son tour. Kumâragupta a peut-être terminé son règne comme ermite dans la forêt.
La fin du règne de Kumâragupta est troublée par la menace des rois Pushyamitra au sud-ouest du royaume, puis par les premières incursions des tribus Shvetahûna (les « Huns blancs ») au nord-ouest. Skandagupta, son fils, lui succède en 455. Il écarte la menace des rois Pushyamitra et des Huns blancs. Comme ses ancêtres, c'est un homme tolérant et, bien que de foi vishnuite, il fait construire des temples à Shiva ou à Sūrya et offre de nombreuses dotations aux jaïns. Cependant, il doit faire face à des rivalités de cour, ainsi qu'aux premières émancipations de vassaux puissants qui profitent du trouble jetés par les invasions de son début de règne. Il procède également à un changement d'étalon monétaire, baissant le titrage de la monnaie d'or, ce qui pourrait indiquer une crise financière et économique.

### Un déclin progressif
Quand Skandagupta meurt en 467, un certain Pûrugupta (467-472) lui aurait succédé, peut-être suivi par Kumâragupta II, pour lequel on dispose d'une inscription datée de 473-474 sur un stûpa de Sārnāth. Par la suite, on connaît l'existence de Budhagupta, fils de Pûrugupta, qui prend le pouvoir autour de 476-477 et le conserve peut-être jusqu'en 494-495. La succession des Gupta suivants est mal connue : on a les noms de Narasimhagupta, Chandragupta III, Samudragupta II, Kumâragupta III, et un Bhânugupta connu par des inscriptions laissées à Eran vers 510 par un de ses vassaux apparemment en voie d'émancipation, Vishnugupta, régnant peut-être vers le milieu du VIe siècle.
Les rois de la dynastie Gupta qui règnent alors ne sont plus que des noms attestés dans des inscriptions lapidaires ou des sceaux de fonctionnaires, et leur ordre de succession est donc très confus, tandis qu'on ne sait rien de leurs actes. L'évolution générale de la dynastie est cependant évidente : en une cinquantaine d'années, à la suite des attaques de plus en plus pressantes des Huns blancs et des troubles internes conduisant à l'émancipation d'un nombre croissant de vassaux, les Gupta ne gouvernent plus qu'une partie du cœur de l'ancien Magadha, où ils disparaissent après 550, sans qu'on ne sache précisément quand ni comment. Il est probable que la cause principale de la chute des Gupta soit interne, liée à l'incapacité des souverains successeurs de Skandagupta à maintenir la cohésion de leurs vassaux et leur puissance militaire.

### L'émergence de nouvelles puissances
Les dernières décennies du Ve siècle voient manifestement une désagrégation du pouvoir des Gupta et l'apparition de royaumes indépendants aux périphéries de l'ancien empire ou près du centre. Vers 500, les Huns blancs attaquent à nouveau le nord du sous-continent indien par le nord-ouest, sous l'impulsion de leur chef Toramâna, qui s'empare du Rajasthan et de l'ouest de la vallée du Gange. Il est combattu par Bhânugupta. Son fils et successeur Mihirakula poursuit les offensives vers l'Inde intérieure. Suivant les écrits de Xuanzang et une inscription de Mandasor, il est repoussé vers 528 par des rois indiens, menés par un certain Baladitya qui est peut-être Narasimhagupta, et par Yashodharman du Mâlvâ. Dans la tradition indienne, les invasions des Huns blancs ont laissé une image terrible. Après la mort de Mihirakula vers 570, la puissance des Huns blancs décline, mais l'État Gupta a alors sans doute disparu, après avoir été encore plus affaibli par ces guerres qui ont contribué à sa désorganisation et ont permis l'indépendance de plusieurs anciens vassaux. Une dynastie portant le nom de Gupta subsiste dans le Magadha, mais il ne s'agit pas forcément de la même famille qu'auparavant, et elle finit par être battue par les rois de Kânnauj. Malgré la fin de l'empire Gupta et la fragmentation politique du nord du sous-continent indien, l'art de cette période est florissant et le pays semble prospère.
Des royaumes puissants ont émergé depuis longtemps dans le nord de l'Inde et supplanté les Gupta : la dynastie des Maitraka établie à Valabhi dans le Gujarat, le Mâlvâ (entre le Madhya Pradesh et le Rajasthan), les Gauda et Vanga dans le Bengale, etc. Ceux qui deviennent les plus puissants sont dirigés par la dynastie des Pushyabhuti de Thaneshwar dans l'Haryana et par celle des Maukhâri qui dirigent un royaume dans la moyenne vallée du Gange, autour de Kânnauj, ancienne capitale des Gupta. C'est à partir de l'union de ces deux entités que Harsha des Pushyabhuti, régnant depuis Kanauj, établit un empire éphémère entre 606-647 qui peut-être vu comme une tentative avortée de reconstitution de l'ancienne puissance des Gupta.

## Structures politiques et sociales

### Organisation politique et administrative

#### Le roi

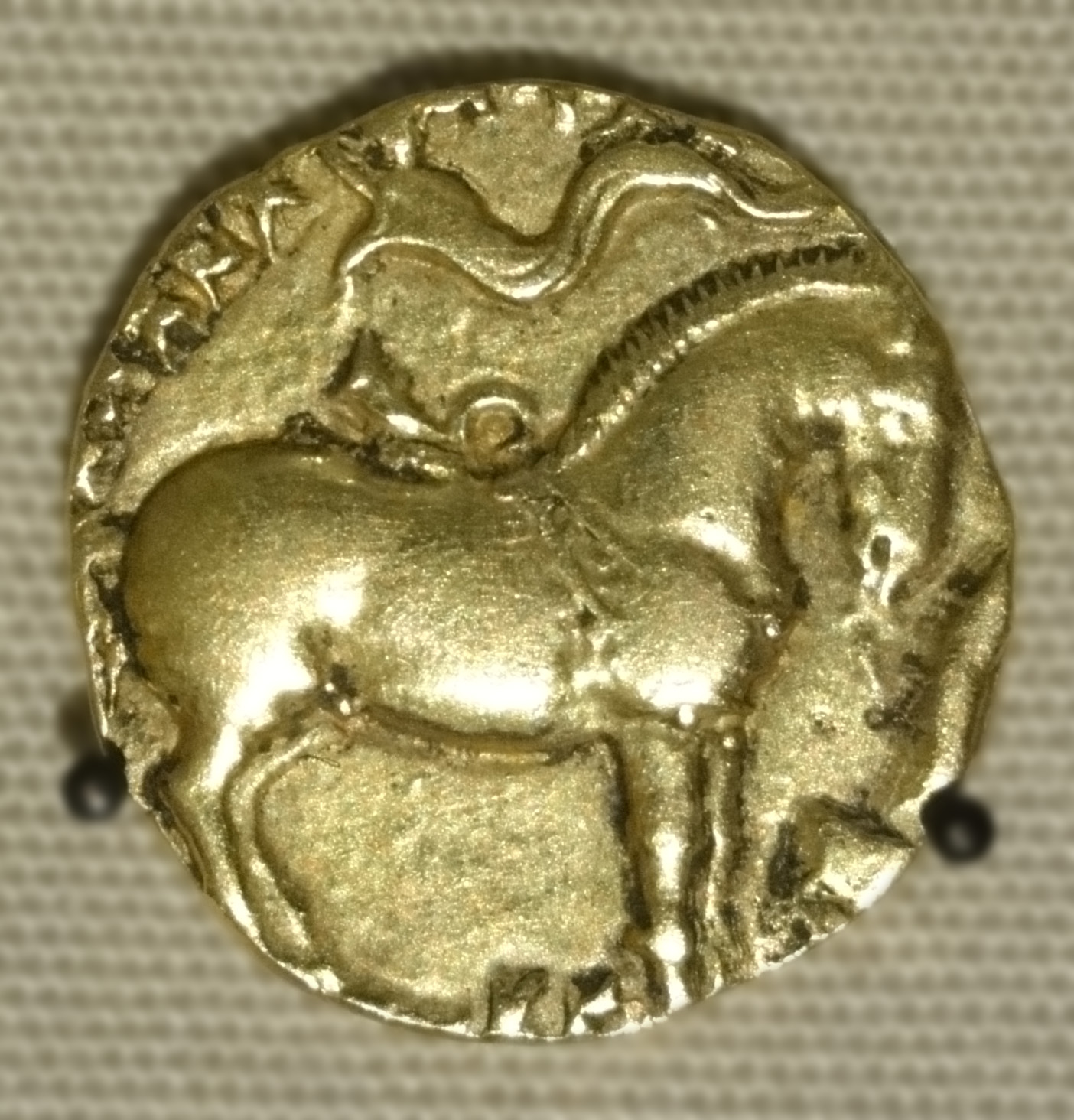
Monnaie d'or émise sous le règne de Kumâragupta Ier (330-380), le cheval sur l'avers commémorant le fait que ce souverain ait pratiqué lashvamedha.

À la tête de l'empire des Gupta se trouvait une seule personne, le souverain. Il porte différents titres qui renvoient pour la plupart à la tradition brahmanique. Les grands empereurs de l'apogée de la dynastie portaient ainsi des titres comme mahârâja-adhirâja, « grand roi des rois », ou parameshvara, « seigneur suprême », qui témoignent de leurs prétentions à la domination universelle.
Cette prétention se retrouve dans divers rituels, dont le plus remarquable, et le plus rare, est celui de l'ashvamedha, issu de la tradition védique. Quand il veut prétendre à la domination universelle, le souverain lâche un cheval, qu'il fait escorter par sa garde, dans son royaume et ceux de ses voisins. Si ceux-ci le laissent passer, c'est qu'il reconnaissent au grand roi sa suzeraineté, car arrêter et tuer l'animal entrainerait un conflit. Après un an, le cheval revient dans la capitale, où le roi a le privilège de le sacrifier en grande pompe. Samudragupta et Kumâragupta Ier sont parmi les rares rois de la période historique de l'Inde à avoir accompli ce rituel, qui leur permet de se doter du titre de chakravartin, également lié à l'idée de domination universelle.
Son pouvoir lui est accordé par le monde divin, et doit être entériné sur Terre par le soutien et des rituels accomplis par des brahmanes comme le veut la tradition des royaumes gangétiques. L'appui de ces derniers est donc nécessaire au roi. Le pouvoir du souverain doit être juste envers ses sujets, ce qui lui permet de rester légitime auprès des dieux : c'est le rajadharma, le devoir des rois, et la source de leur légitimité auprès de leurs sujets. Le roi, en théorie issu de la caste des kshatriya, tire également sa légitimité de son rôle de guerrier, chef de l'armée, et les victoires militaires sont autant de signes de la faveur divine. Concrètement, ce sont ces victoires qui ont permis aux grands souverains gupta de dominer tous leurs vassaux, et donc d'asseoir leur pouvoir.

#### Un État peu centralisé
Les inscriptions des rois Gupta nous informent sur l'existence de différents échelons permettant à l'administration impériale de contrôler son territoire de façon cohérente. Cette organisation vaut pour le cœur de l'empire, le territoire sous administration directe, les régions périphériques étant laissées aux mains de souverains vassaux.
Au centre du royaume, dans la capitale, le roi était entouré de conseillers, des « ministres », au premier rang desquels se trouvait un « premier ministre » (pradhana mantrin), qui dirigeait l'administration. La plupart des autres membres de la haute administration qui nous sont connus ont essentiellement un rôle militaire ou avec les affaires extérieures : le commandant en chef des armées (mahabaladhikrita), le chef de la garde royale (mahapratihara), le ministre des affaires extérieures (sandhivigrahika), etc. La capitale de l'empire change au cours du temps : au départ, c'est Pâtaliputra (Patna), à laquelle succèdent ensuite Ayodhya, Kosambi et Ujjain.
L'échelon inférieur est celui des provinces (bhukti ou desha), dirigées par une sorte de conseil à la tête duquel on trouvait des gouverneurs (kumaramatyas), issus de la famille royale ou des lignages de grands dignitaires. Ces provinces étaient divisées en districts (pradesha ou vishayas), avec leurs propres conseils dirigés par les ayuktakas ou vishyapatis. Le niveau le plus bas est celui des villages et des villes. Les premiers sont apparemment dirigés par une assemblée d'anciens ayant un chef. Les secondes ont également un conseil, dirigé par un officier appelé nagarashreshtin, où on trouve également les chefs des « guildes » (shreni, littéralement « rangée ») de marchands ou artisans de la ville. Le détail du fonctionnement de ces conseils est inconnu,,. L'autre type d'institution jouant un rôle déterminant dans le gouvernement de la société sont les temples et monastères, acteurs majeurs dans divers domaines (religieux évidemment, mais aussi économique et culturel).
L'empire des Gupta n'est donc pas un État centralisé. Les souverains laissent une autonomie forte aux autorités locales qui s'occupent de leur royaume au quotidien. Les chefs et conseils des différents échelons administratifs disposent d'une grande latitude dans la gestion de leur circonscription, que ce soit à l'échelle du village ou celle des provinces. Le choix des titulaires devait cependant être confirmé par l'État.
De même, les ennemis soumis ne sont pas forcément démis de leurs fonctions. Dans l'inscription de Prayagraj de Samudragupta, on apprend que le souverain laisse ceux qu'il a vaincus conserver leurs domaines, et qu'il en fait ses vassaux, leur accordant sa protection contre un tribut : ils sont alors désignés par le terme samanta (« voisins »). Ce système est souple, efficace quand le pouvoir central des Gupta est suffisamment fort pour maintenir sa domination en inspirant le respect à ses voisins. Mais quand le pouvoir des souverains s'affaiblit, il contribue à une désagrégation rapide de l'édifice impérial.

### Une société de castes, sans être figée

#### Le système des castes
Comme pour les autres périodes de l'histoire ancienne du sous-continent indien, la société est segmentée entre différentes « castes ». Le système régissant cet ordre social est décrit dans des textes, les Dharmashâstra (Livres du dharma) et autres écrits fixant la coutume (smriti), qui donnent une image théorique de la société qui ne montre pas forcément la réalité, mais plutôt le point de vue de la caste intellectuelle dominante des brahmanes. Le terme de castes recouvre en fait deux réalités. D'abord les quatre varna : les brahmanes, prêtres, enseignants et professeurs, qui disposent des plus importants privilèges, comme celui de ne pas être passibles de la peine de mort et de ne pas pouvoir voir leurs propriétés confisquées ; les kshatriya, rois, princes, administrateurs et guerriers, qui occupent les plus importantes positions dans l'échiquier politique ; les vaishya, artisans, commerçants, hommes d'affaires, agriculteurs et bergers, qui ont des positions importantes dans les institutions urbaines ; les shûdra, « serviteurs », comprenant surtout la paysannerie. Les esclaves ainsi que les « Intouchables » sont situés en dehors de cette classification, ce sont donc des « hors-castes ». Parallèlement à ce système, on trouve celui des innombrables jāti, qui correspond en gros à une organisation de la société en corps de métiers auxquels on appartient par la naissance, et dont le rôle devient plus important.
Le point de vue des voyageurs étrangers est également intéressant pour mieux connaître la société indienne. Dans ses écrits sur sa visite du territoire des Gupta, le voyageur chinois Faxian a laissé une image idyllique de la société de ce royaume : le pouvoir central serait peu exigeant envers ses sujets, il n'y aurait des châtiments corporels qu'en cas de rébellion, pas de peine de mort, pas de corruption des fonctionnaires, et les membres les plus démunis ainsi que les voyageurs étrangers seraient aidés gracieusement par les membres aisés de la société. Ce témoignage est évidemment à prendre avec de la distance, car l'auteur a manifestement une perception biaisée de la société qu'il voit, et occulte certains éléments négatifs, même s'il ne cache pas la misère de la condition des hors-castes, les « Intouchables ».

#### Mobilités sociales
On sait que le système des castes admet à toutes les périodes des entorses à ses principes, et que la mobilité sociale est possible, acceptée par la société dans certains cas. Des membres des varna supérieurs, brahmanes et kshatriya, pouvaient ainsi être amenés à travailler de leurs mains malgré l'interdit théorique, et des vaishya ou des shûdra pouvaient adopter le mode de vie des deux varna supérieurs. Ainsi, des dynasties régnantes peuvent être fondées par des non-kshatriya, et c'était peut-être le cas des Gupta à l'origine. Certains Dharmashâstra admettent d'ailleurs que l'on devienne kshatriya par ses mérites et pas seulement par la naissance, car il y a des différences de vue entre leurs auteurs. Les deux varna laborieux gagnent peut-être en importance économique à cette période, et les différences entre elles semblent s'estomper. Le développement des jāti a également pu jouer un rôle dans la mobilité sociale. Les guildes urbaines, aux mains des deux castes laborieuses, jouent manifestement un rôle politique important, qui contrebalance l'idée d'une suprématie des deux autres castes. Il n'empêche: l'exclusion sociale qui frappe les hors-caste ne diminue pas à cette époque, et les distributions de terres et de fonctions publiques profitent surtout aux brahmanes et aux kshatriya.

#### Conditions féminines
La place des femmes dans cette société est réduite par rapport à celle des hommes. Du reste, la plupart des sources normatives sont rédigées par des promoteurs d'un système patriarcal, qui présentent une image idéalisée des femmes comme placées dans une situation subordonnée, dont l'apparence doit être au goût des hommes suivant les canons de beauté que l'on trouve dans les représentations artistiques. Si certaines femmes dans la haute société peuvent être lettrées, cela n'est pas le lot de la grande majorité d'entre elles. L'accès à la propriété et à l'héritage familial ne leur est guère plus ouvert. Dans le cadre du mariage, l'époux dispose d'une autorité incontestable. Symbole de cela, le début du VIe siècle voit la première attestation de la pratique du sacrifice d'une veuve d'une caste dominante après la mort de son mari (sati). Dans les textes normatifs, il n'y a pas de consensus sur ce que doit devenir une femme après le décès de son époux, notamment s'il est convenable qu'elle puisse se remarier. La situation concrète des femmes dans leur famille a pu être meilleure que ce que les textes prescrivent, et plusieurs d'entre elles ont sans doute pu être actives dans la vie professionnelle et publique ; c'est ce que semble impliquer l'importance que certaines reines ont eue dans les familles royales. Du reste, certaines femmes ont été placées, volontairement ou non, en dehors des cadres de la famille traditionnelle pour avoir plus d'indépendance : il s'agit des courtisanes, des actrices et des nonnes bouddhistes.

### Structures et activités économiques

#### Agriculture et structures agraires
L'économie du royaume gupta est fondamentalement agricole dans un contexte d'amélioration de l'agriculture irriguée notamment via l'adoption de la noria depuis l'Iran. Elle repose sur les productions céréalières traditionnelles de l'Inde ancienne : le blé au nord-ouest, le riz dans la vallée du Gange et les régions voisines et le millet dans le Deccan. Dans le nord-ouest, Xuanzang observe également la culture de la canne à sucre, et on sait par d'autres sources qu'une grande variété de fruits et légumes était cultivée à cette période, ainsi que des épices et du poivre noir dans les contrées méridionales,.
La possession de la terre constitue un enjeu essentiel de richesse et de pouvoir, notamment sur les hommes qui la travaillent. La période de la dynastie Gupta est caractérisée par un phénomène de donations de terres par les souverains à différents individus ou institutions qui entraîne probablement des changements économiques et sociaux importants. Mais il ne s'agit pas d'une innovation de la période, puisque les dynasties précédant les Gupta l'ont initié. Simplement, il semble que l'usage des donations royales se répande à cette période, ce qui renforce la décentralisation du royaume. Il est légitimé par le fait que le souverain est le propriétaire des terres du territoire qu'il domine et qu'il peut en dernier lieu confisquer et distribuer. On connaît ces donations grâce à des inscriptions qui permettent aux titulaires de faire valoir leurs droits en cas de litige.
Les bénéficiaires des donations sont de deux grands types. En premier lieu, ce sont des fonctionnaires d'État, qui reçoivent des terres de la part du roi pour qu'elles les entretiennent dans l'exercice de leur fonction administrative ou militaire, pour les remercier en cas de service rendu ou à la suite d'une action justifiant une récompense, notamment à la guerre. Cela permet de ne pas augmenter les dépenses publiques tout en  s'attachant les serviteurs du royaume. Le second type de donations, le mieux connu, concerne les dons de terres à des personnes ou des institutions religieuses. Cela peut d'ailleurs recouper les donations aux fonctionnaires, puisque de nombreux brahmanes servent dans l'administration de l'État. On distingue les donations dites brahmadeya, faites à des brahmanes individuellement ou collectivement, et les donations agrahara, faites à des institutions religieuses, des temples ou à des monastères, bouddhistes compris. Les motivations de ces dons sont religieuses : le donateur espère en tirer du prestige religieux. De ce fait, les institutions religieuses sont des propriétaires terriens importants et donc des acteurs économiques majeurs, employant de nombreux travailleurs (dont des esclaves), les moines devant avoir des compétences d'administrateurs, ce qui dans le cas des bouddhistes les éloignait de l'idéal qui voulait qu'ils vivent uniquement de l'aumône.
Ces donations concernent essentiellement des terres agricoles, parfois avec des villages. Elles impliquent des revenus tirés de la terre, mais parfois aussi des droits administratifs et judiciaires sur les paysans concédés avec les terres. Il ne s'agit pourtant pas d'un système de servage, même si les paysans sont à la merci d'un propriétaire tyrannique. Le dépendant paie au bénéficiaire les impôts dus auparavant à l'État, ce dernier les acquittant lui-même pour toutes ses terres : le lien entre le paysan et le pouvoir gupta est coupé. La donation implique parfois des exemptions : pas de nouvelles taxes, de corvées, de l'entretien de troupes. Ce phénomène de donations de terres peut être motivé par la volonté de l'État de mettre en culture de nouvelles terres, de défricher et irriguer de nouvelles surfaces pour augmenter la production agricole. On sait que certains bénéficiaires ont pu inciter au développement de nouvelles techniques agricoles, appuyé sur la lecture d'ouvrages agronomiques. Cela pourrait expliquer en partie les avantages concédés aux exploitants de ces terres, des exemptions d'impôts leur étant concédées pour les premières années d'exploitation afin de leur permettre de rentabiliser leurs investissements initiaux. Quoi qu'il en soit, ces donations ont participé au mouvement de décentralisation du royaume, voire à l'apparition d'un système « féodal » : il renforce une catégorie de notables locaux coupant le lien entre les sujets et l'État, et donne plus de pouvoir économique et social à ces bénéficiaires. Finalement, avec l'affaiblissement progressif du pouvoir royal les grands propriétaires locaux sont renforcés, et aux périodes suivantes leur pouvoir est important. Il a pu être avancé que ce « féodalisme » se serait également accompagné d'un déclin des centres urbains et du commerce. Mais dans les faits rien d'aussi clair : s'il y a manifestement des villes qui connaissent un reflux d'activité, d'autres (Kanauj, Valabhi, ou encore Paunar en pays vakataka) connaissent à l'inverse un essor.

#### Artisanat et commerce
Les activités artisanales et commerciales des villes sont encadrées par les « guildes » (shreni). Elles regroupent des métiers qui sont généralement concentrés dans un seul quartier. Elles ont leur propre organisation, avec leurs règles, des administrateurs, et exercent traditionnellement un pouvoir fort au niveau local, d'autant plus qu'elles peuvent prêter de l'argent. On les retrouve souvent dans le financement d'institutions religieuses, comme dans le cas de la reconstruction d'un temple dédié à Sūrya à Mandasor dans le Madhya Pradesh, qui est prise en charge par une shreni de tisseurs de soie du Gujarat au Ve siècle, acte pieux commémoré par une inscription qui nous est parvenue. Ces institutions exercent donc une influence non négligeable dans la société, et le pouvoir royal doit les prendre en compte pour gouverner, ce qui explique qu'elles prennent part aux conseils urbains.
L'artisanat est mal documenté pour cette époque. L'activité textile est manifestement très importante. Les étoffes traditionnellement travaillées dans l'Inde ancienne sont la soie, la mousseline, le calicot, et d'autres variétés issues du coton, de la laine et également du lin. Il est possible que les importations de soie depuis l'extérieur aient mis à mal la production de ce tissu en Inde ; plusieurs documents montrent en tout cas des membres de guildes de fabricants de soie délaisser leur activité. Les métallurgistes de l'époque gupta étaient également très talentueux, travaillant avec une grande maîtrise le fer, le cuivre et le plomb ; l'utilisation de l'or est surtout connue pour cette période par les monnaies émises par les souverains Gupta. Le travail de l'argile, en premier lieu pour la production de céramique, est également très important. Dans le domaine de l'artisanat de luxe, l'ivoire reste un des matériaux privilégiés, aux côtés des perles pêchées sur les côtés occidentales, ainsi que diverses matières précieuses (jaspe, agate, lapis-lazuli, etc.).
Les échanges à longue distance connaissent un développement durant la longue période gupta. Vers les contrées occidentales, les routes passent beaucoup par la voie maritime, vers le golfe Persique. Au nord, les routes partant en direction de l'Afghanistan et l'Asie centrale rejoignent le réseau constituant la « Route de la Soie » qui conduit aux riches cités des Sogdiens et à la Chine. Mais les plus grands changements se produisent à l'est, sur la façade maritime de l'Océan Indien oriental, où les relations avec l'Asie du sud-est se développent considérablement, comme l'illustre l'influence croissante de la civilisation indienne dans les royaumes de cette région durant cette période. La voie maritime devient même progressivement la principale route mettant en contact l'Inde et la Chine, dont l'essor est manifeste après la chute des Gupta, puisque la documentation la concernant date surtout de la période de la dynastie chinoise des Tang (618-907). Les ports indiens exportent beaucoup d'épices, du poivre, des herbes, du parfum, mais aussi diverses pierres et essences précieuses. Les textiles de qualité produits dans les cités indiennes étaient également prisés à l'extérieur, ce qui n'empêche pas l'Inde d'importer de plus en plus de soie, notamment chinoise, comme évoqué plus haut.
Après les émissions de l'Empire kouchan, les frappes monétaires gupta atteignent un niveau en qualité et en volume sensiblement plus important. Des monnaies en or, d'un poids moyen de 9 g, appelée dinars, sont frappées. On compte aussi des pièces en argent et en bronze.

### La situation religieuse

#### Cohabitation de croyances
La période des Gupta est du point de vue religieux l'héritière des développements antérieurs des religions issues de la tradition indienne ancienne. Trois religions cohabitent : le brahmanisme, l'hindouisme ancien ; le bouddhisme, qui a connu un certain essor grâce au patronage de dynasties puissantes depuis l'empire Maurya ; et le jaïnisme, moins répandu (présent dans les communautés marchandes de l'ouest et chez les princes du Karnataka). On peut y ajouter le christianisme, qui occupe une position marginale. Les institutions religieuses (temples et monastères) avaient une importance qui dépassait largement le cadre religieux, puisqu'ils étaient souvent des propriétaires terriens importants (à la suite des donations évoquées plus haut), employant de nombreux travailleurs, mais aussi de grands centres intellectuels et artistiques. La majeure partie de nos sources sur la civilisation de l'Inde gupta est donc issue de ce cercle.

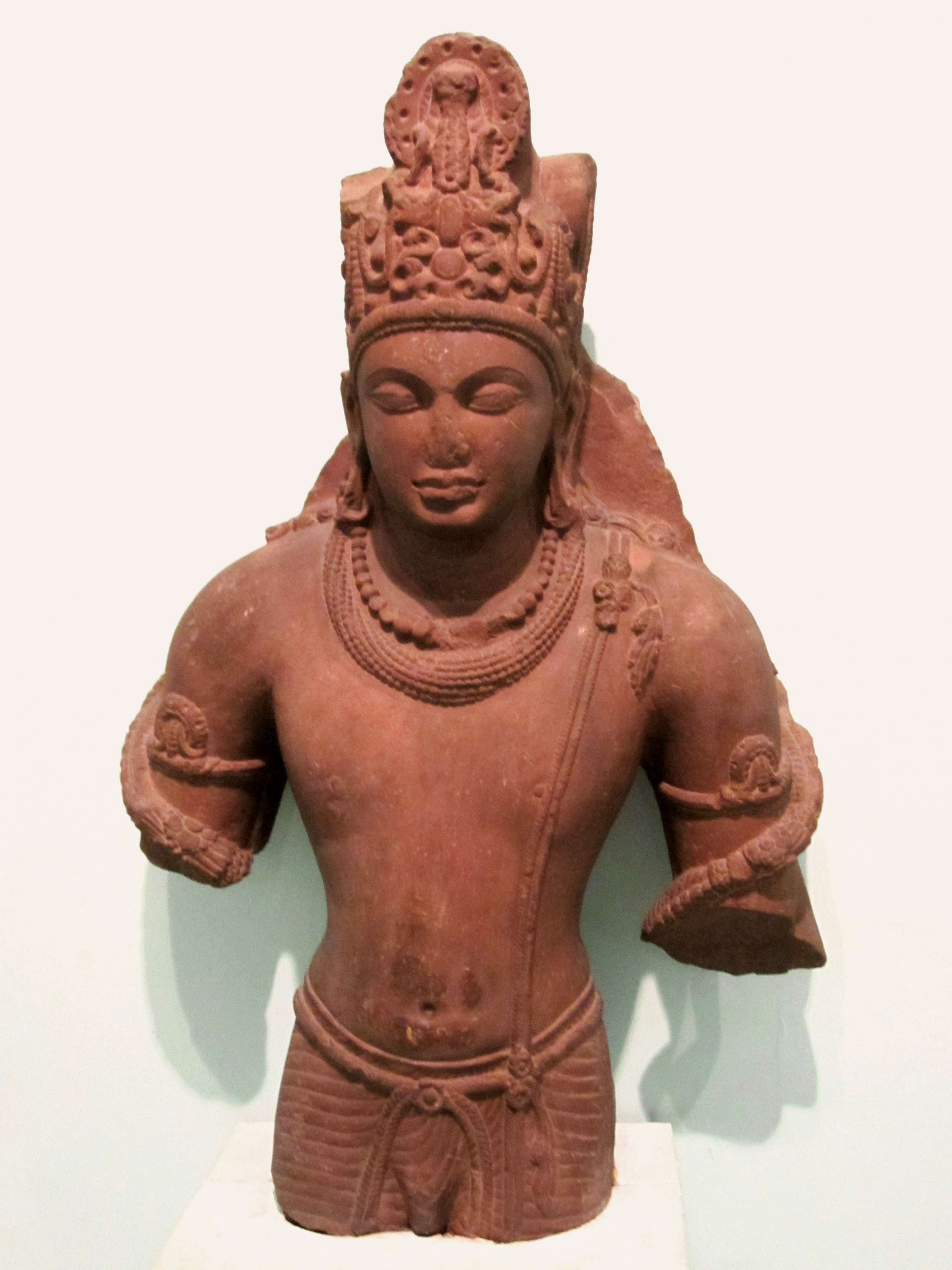
Statue de Vishnou en état fragmentaire, Ve siècle, école de Mathura, Musée National de New Delhi.

Durant les siècles précédents, le bouddhisme était une religion dynamique, tirant profit de l'action de grands penseurs et prosélytes qui contribuaient à son expansion hors du sous-continent indien. Cette religion était dominée par deux courants : le theravāda et le mahāyāna. La religion traditionnelle (celle que l'on qualifie couramment d'« hindouisme », terme n'existant pas à l'époque gupta), issue du védisme ancien, est le brahmanisme, reposant sur la caste des brahmanes qui détenait en théorie le monopole intellectuel et rituel. L'aspect rituel du védisme et ses dieux sont  alors tombés en désuétude, et la religion est désormais dominée par d'autres divinités, en premier lieu la triade (trimūrti) constituée de Brahmā, Vishnou et Shiva.

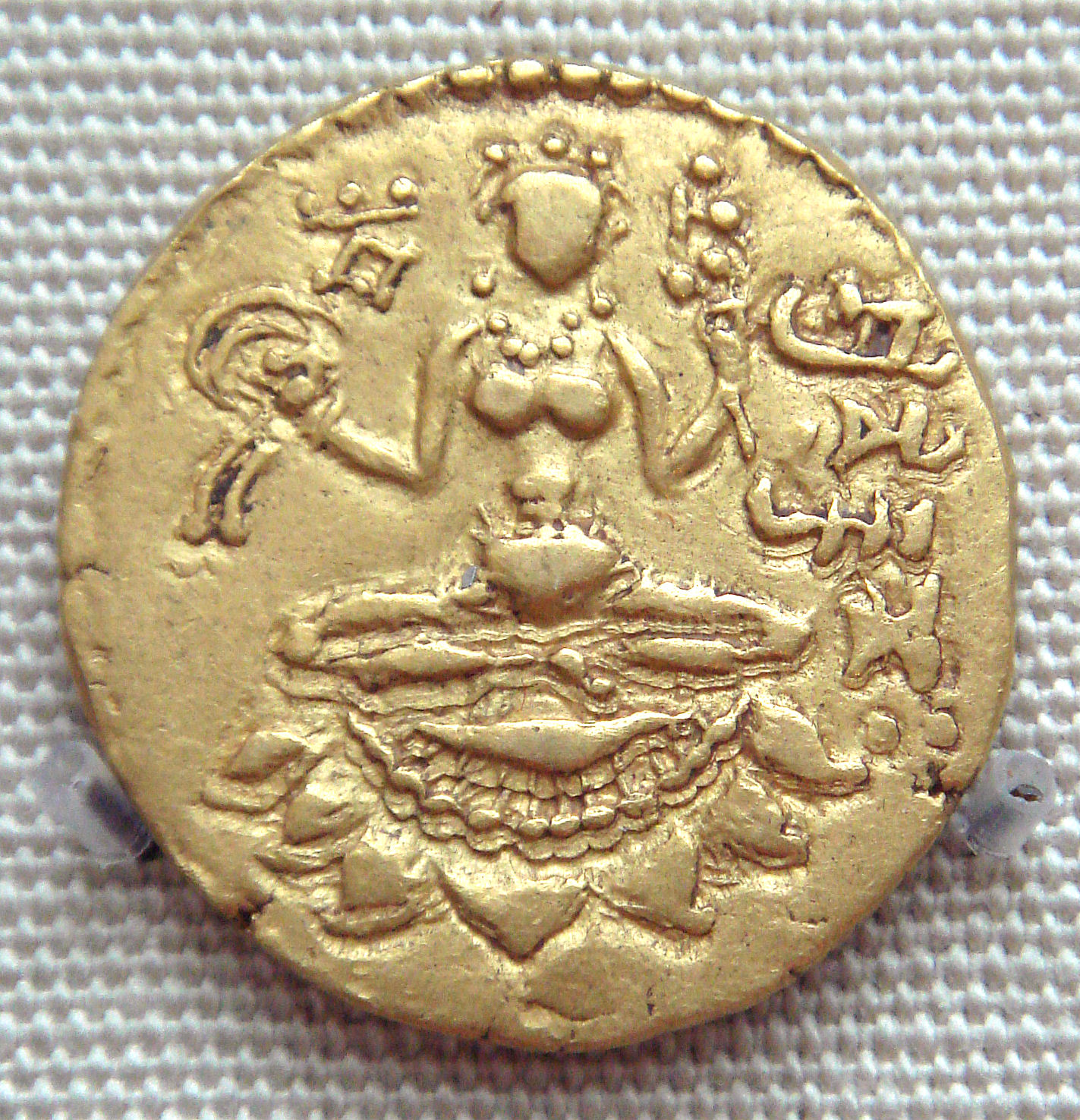
Pièce en or émise sous le règne de Chandragupta II représentant la déesse Lakshmi sur un lotus.

#### Essor des dévotions hindouistes
Le védisme brahmanique a été remplacé dans la plupart de la population par une tradition différente, dominée par la dévotion, bhakti, envers les nouvelles grandes divinités. Les plus grands bénéficiaires de ce courant sont Vishnou et Shiva (Brahmā étant peu vénéré). Ces nouveaux courants religieux sont orientés vers le salut que le dieu vénéré est censé pouvoir apporter au dévot, indépendamment de sa caste. Ils se différencient du védisme ancien par le rôle majeur que joue l'image divine dans le culte, liée à la relation plus individualiste qui se noue entre le fidèle et sa divinité, alors que le sacrifice est relégué à une place secondaire. Cet essor est exprimé dans des textes religieux caractérisés par la dévotion à un dieu en particulier, les Purana, qui présentent la religion, la mythologie, les croyances et la morale qu'elles véhiculent dans un langage qui se veut accessible à tous. On désigne d'ailleurs couramment l'hindouisme de cette période comme « puranique ». Cela se marque en particulier par la constitution de deux grands courants majeurs, le vishnuisme (vaishnava) et le shivaïsme (shaiva), consacrés à la dévotion des deux plus importantes divinités hindoues, Vishnu et Shiva. Le vishnuisme bénéficie sans doute du plus grand essor, notamment autour de l'adoration des différents avatars (« descentes », incarnations terrestres) de la divinité, les plus populaires étant les héros Rāma et Krishna ou le sanglier Varâha. Lui est également associée sa parèdre Lakshmi, une des divinités féminines majeures de la période gupta. Il s'appuie notamment sur des épopées rédigées durant les siècles précédent notre ère, le Mahâbhârata, épopée des frères Pândava où intervient Krishna, et le Rāmāyaṇa, l'épopée de Rāma. Œuvres avant tout littéraires et épiques, elles exposent cependant les grandes conceptions et grands préceptes de ces nouveaux courants. Elles ont beaucoup contribué à l'essor du vishnuisme et du shivaïsme à l'époque classique.
Aux côtés des deux grands courants de dévotion dominants, on trouvait d'autres courants, mineurs, du même type. Le shaktisme qui vénère la shakti (une sorte d'énergie vitale), personnifiée dans la Grande Déesse, qui peut prendre la forme de diverses divinités féminines, dont Durgâ. Elle est l'énergie vitale des grands dieux. Lui sont liées les « Sept Mères » (Mâtrikâ), déesses qui sont les pendants féminins de différents grands dieux hindouistes. Un autre courant s'intéresse à Kumâra (ou Skanda), le fils de Shiva et grand chef des armées divines. Le courant saura vénère quant à lui le dieu-soleil Sūrya, souvent représenté sous la forme du disque solaire ou de l'autel de feu (agnikunda) qui sert à son culte.
Quant à l'aspect « philosophique » du brahmanisme, il existe six écoles de pensée (darshana) qui sont considérées comme des points de vue différents sur le savoir des Védas : Mîmâmsâ, Nyâya, Sâmkhya, Vaisheshika, Vedânta et Yoga. Développées avant la période gupta, elles font alors l'objet d'ouvrages et d'études érudits,.
Les grands souverains Gupta sont des appuis du brahmanisme, et soutiennent efficacement le shivaïsme et le vishnuisme, ayant selon toute vraisemblance fait de Vishnu leur divinité d'élection (ishtadevatâ), même si certains ont pu vénérer un dieu particulier à un moment (comme Kumâra pour Kumâragupta Ier). Cela se retrouve dans le fait que leurs monnaies représentent souvent la déesse Lakshmi, parèdre de Vishnu, et sa monture, l'oiseau Garuda. Comme on l'a vu plus haut, les rois Gupta emploient de nombreux brahmanes dans les différents niveaux de l'administration de leur royaume, et font de nombreuses donations à des brahmanes et à leurs temples et monastères. Le poids social de cette caste et donc de la religion qu'elle soutient en sort donc renforcé. Ce sont ces brahmanes qui seuls peuvent assurer l'accomplissement des rituels royaux nécessaires à la légitimation de la dynastie. Les brahmanes jouent donc encore leur rôle ancestral de réalisation des sacrifices issus de la tradition védique, même si le courant dévotionnel qui devient le plus populaire ne nécessite pas forcément leur présence.

#### Le bouddhisme

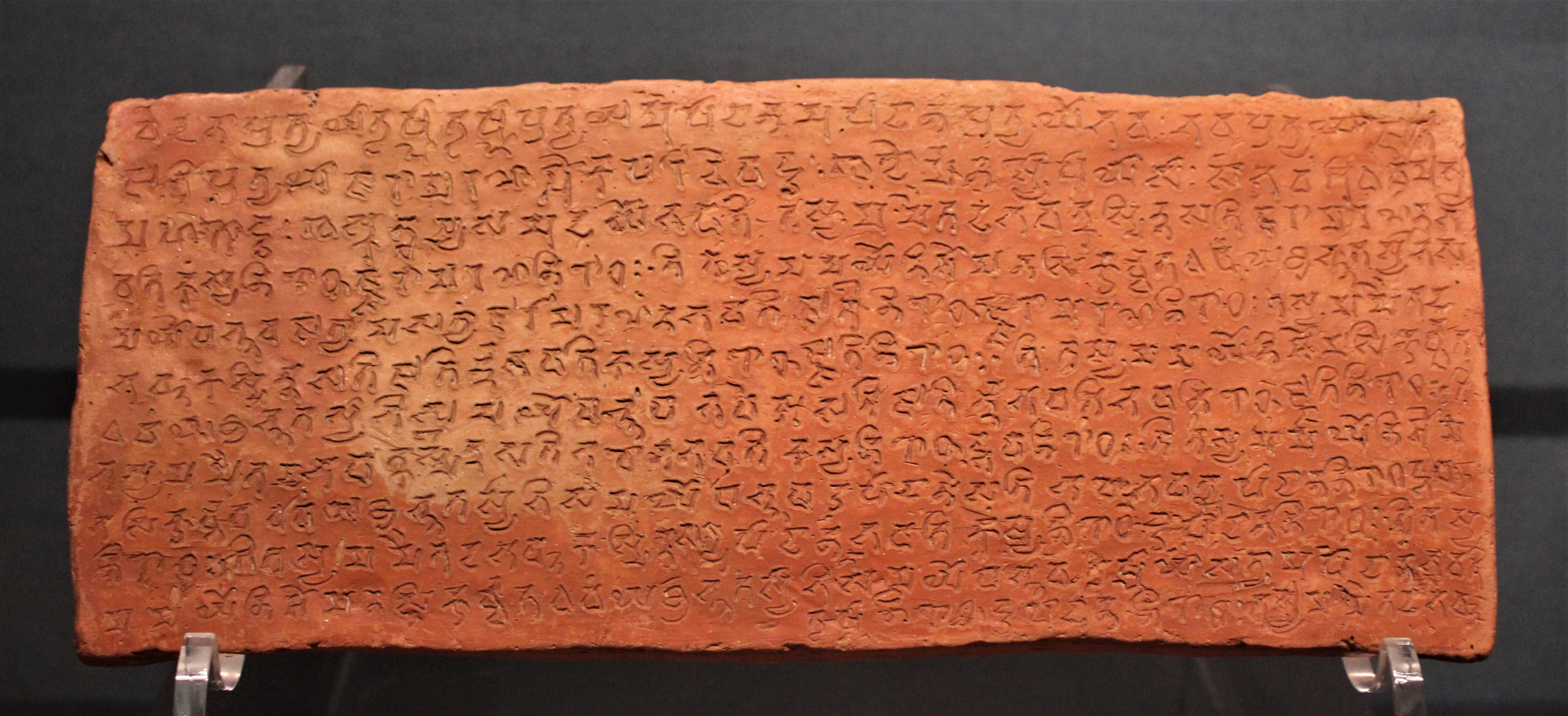
Brique en terre cuite sur laquelle est inscrit un sutra bouddhique, v. 500, trouvée à Gopalpur (Uttar Pradesh). Ashmolean Museum.

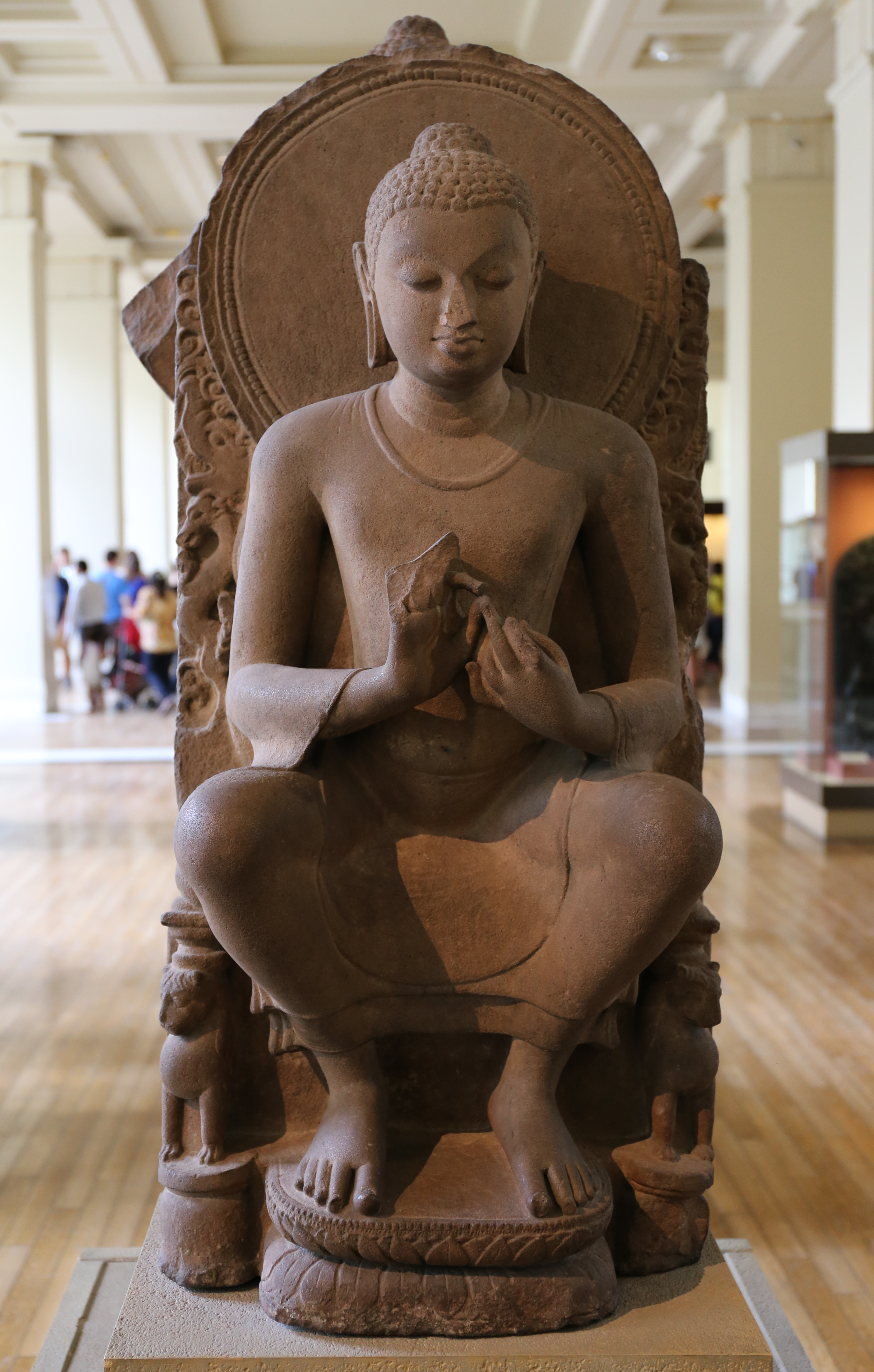
Sculpture de Bouddha, les mains en position dharmachakramudra, « mise en mouvement de la roue du dharma », Sārnāth,. British Museum.

Le bouddhisme ne bénéficie qu'occasionnellement du patronage des Gupta, mais peut profiter de celui d'autres souverains situés dans la mouvance des Gupta, comme leurs alliés vakatakas à qui l'on doit les grottes d'Ajantâ dans le Maharashtra (bien qu'ils semblent être shivaïtes). Le bouddhisme, face au renouveau de l'hindouisme, amorce son déclin, même s'il demeure dynamique à la période gupta. Quand il voyage en Inde, le moine Faxian observe deux grands temples bouddhistes à Pâtaliputra, la capitale, un pour le courant Hīnayāna et un pour le Mahāyāna, ayant des centaines de moines, et quand il se rend à Mathura, lieu de culte bouddhiste de premier plan, il y dénombre une vingtaine de monastères et des stûpas. L'art bouddhiste de cette période accouche de chefs-d'œuvre, surtout dans la statuaire (écoles de Mathura et de Sārnāth), tandis que les penseurs se retrouvent dans le principal centre intellectuel bouddhiste à Nâlandâ (voir plus bas).
Le Bouddhisme mahāyāna, qui partage avec le brahmanisme une emphase sur l'aspect dévotionnel des pratiques, est le plus dynamique intellectuellement à ce moment. Le courant Yogâcâra ou Cittamātra (« rien qu'esprit ») connaît un grand essor. Il est initié par Asanga et Vasubandhu, puis développé dans des directions différentes par d'autres grands penseurs comme Dharmapâla, plus tard Dharmakīrti, installés au grand centre intellectuel bouddhique de Nâlandâ dans le Bihar actuel, ou encore Dignāga. Il proclame que seul l'esprit existe, et qu'il n'y a pas d'existence réelle, ce que l'on doit découvrir par une démarche de réflexion phénoménologique. L'autre grand courant intellectuel du Mahâyâna qui avait été initié à partir du IIe siècle par Nāgārjuna est le Mâdhyamaka, recherche de la « voie moyenne », entre existence et non-existence, que l'on doit percevoir par une démarche dialectique. Il rencontre à cette époque un certain succès dans les milieux des bouddhistes lettrés de Chine, suivi aux périodes suivantes par le Yogâcâra, qui atteint ce pays à la suite du voyage en Inde du moine Xuanzang au VIIe siècle et aux traductions qu'il effectue. Le bouddhisme theravāda, plus ancien, dispose aussi de grands penseurs sous les Gupta.

## La culture de l'Inde «classique»

Localisation des principaux sites du sous-continent indien à la période gupta.

L'établissement de l'empire des Gupta et de leurs royaumes vassaux offre à une grande partie de l'Inde actuelle une période de stabilité de près de deux siècles, et probablement une grande prospérité. Du point de vue culturel, cette période voit aussi un épanouissement de différentes formes d'art. De ce fait, la période gupta est souvent présentée comme un « âge d'or » d'une civilisation indienne qui serait alors dans sa forme « classique ». Comme souvent quand on emploie cette expression, elle doit être nuancée : cette vision idyllique ne peut pas faire oublier que cette période est largement héritière d'évolutions de la période précédente, notamment sous la domination des Kouchanes et des royaumes qui étaient leurs contemporains, période de prospérité et de floraison culturelle ; en outre, on doit être conscient des limites de cette prospérité (société fortement inégalitaire, dont l'essor économique comme culturel profite en dernier lieu à une élite). De même, cette idée d'« âge d'or » véhicule celle d'une supériorité de cette période sur les autres périodes de l'histoire de l'Inde : elle est de ce fait subjective, quand elle ne cache pas des ambitions nationalistes (qui mettent en avant l'hindouisme et de la littérature en sanskrit, vus comme des éléments marqueurs de l'« indianité »).
Il n'empêche que les réalisations de la période des Gupta sont remarquables. Les artistes de cette période auraient beaucoup bénéficié du soutien des cours royales de l'époque, en premier lieu du patronage des souverains de la dynastie dominante. Chandragupta II aurait ainsi entretenu à sa cour les « Neuf gemmes », un groupe de neuf lettrés et savants de grand renom, parmi lesquels Amarasinha, Varahamihira et surtout Kâlidâsa. Dans les faits, le patronage d'une cour royale le mieux connu est extérieur à l'empire gupta, puisqu'il s'agit de celui des Vâkâtaka à Ajantâ. Et c'est finalement dans le contexte des institutions religieuses que l'on voit le plus les lettrés et les artistes de cette période officier, faisant des temples et monastères des foyers de création de premier plan.

### Une floraison littéraire

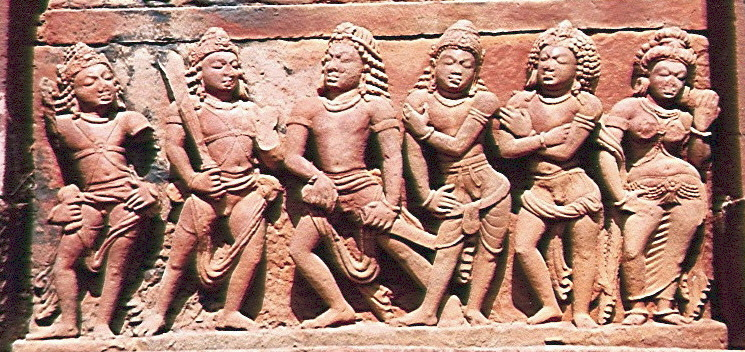
Les frères Pândava et leur épouse Draupadi, personnages principaux du Mahâbhârata, haut-relief de Deogarh, temple Dashavatara, VIe siècle.

La période gupta a vu la réalisation d'œuvres majeures de l'histoire de la littérature indienne. Souvent cependant, il est difficile de savoir à quelle période exacte certaines œuvres ont été rédigées, d'autant plus que certaines peuvent être remaniées, à l'instar des mythes. Ainsi, si la rédaction des deux grandes épopées que sont le Mahâbhârata et le Rāmāyana est bien antérieure à cette époque, il est probable qu'elles aient été fixées par écrit dans leur version sanskrite à cette période. C'est en effet cette langue qui domine dans le milieu lettré de cette période. Elle est à l'origine l'émanation de la caste des brahmanes et de leur religion. La grammaire du sanskrit est fixée depuis l'œuvre pionnière de Pāṇini (IIe siècle av. J.-C.), poursuivie par ses commentateurs, le plus illustre étant Patanjali. Les grandes œuvres religieuses, profanes, scientifiques sont rédigées en sanskrit, ainsi que les inscriptions royales. Même les penseurs du Bouddhisme mahāyāna, dont les textes religieux sont traditionnellement écrits en pali, rédigent la plupart de leurs œuvres en « sanskrit bouddhique », du sanskrit mêlé de formules tirées de langues vernaculaires (les prakrit).
La production littéraire de cette période qui nous est parvenue provient du milieu des élites, que ce soient les brahmanes, les temples bouddhistes, et évidemment la cour royale. Le roi conquérant par excellence, Samudragupta, a d'ailleurs aussi laissé l'image d'un roi amoureux des arts, versé dans la poésie et la musique (une de ses émissions monétaires le représente en train de jouer de la harpe). La langue littéraire n'était pas parlée par le peuple, et elle sert à nous montrer l'idéologie de la classe dominante, alliance du pouvoir religieux et du pouvoir royal.
Les œuvres littéraires de la période gupta qui ont le mieux survécu à l'épreuve du temps sont celles de la littérature religieuse, grâce au conservatisme des brahmanes et à l'intérêt que lui accordaient les milieux religieux, milieux lettrés par excellence. Cette période voit notamment la rédaction d'ouvrages majeurs du genre des Purana (voir plus haut), ainsi que des Tantra (manuels de rituel domestique et public). Certains Dharmashâstra (Livres du dharma) datent aussi des environs de l'époque gupta, comme celui attribué au sage Yâjnavalkya. Les grands penseurs bouddhistes de cette époque, notamment les représentants du courant Yogâcâra, ont rédigé des œuvres dont l'influence a été forte en Extrême-Orient après leur traduction. Dans le brahmanisme, des commentaires des ouvrages fondateurs des différents courants de pensée (darshanas) sont rédigés : on date de cette période la Samkhya Karika de Ishvarakrishna, un des grands ouvrages du Sâmkhya, le commentaire de l'œuvre du sage Kanada par Prashastapâda, représentant le courant Vaisheshika, et d'autres commentaires des courants Mîmâmsâ, Nyâya et Yoga.
Le commentaire est un style littéraire qui connaît une grande floraison depuis les périodes précédant celle des Gupta. Ils participent d'une sorte de « scolastique » qui cherche à réfléchir et à codifier les différentes disciplines, la plus ancienne à avoir fait l'objet d'un tel traitement étant la grammaire. Sous les Gupta, le théâtre fait l'objet d'un ouvrage théorique majeur, le Nâtya-shâstra (le nom de l'ouvrage reprenant celui de la discipline même), qui traite de tous les aspects du théâtre indien, du texte au décor, en passant par la mise en scène, la musique, la danse, le rôle de tous les corps de métier impliqués, et les sentiments que doivent faire passer l'œuvre comme les acteurs. Parmi les textes techniques de cette période destinés aux auteurs littéraires, il faut également mentionner le traité de lexicographie Amarakosha, écrit au IVe siècle par le poète et grammairien Amarasinha, qui passe pour être un des lettrés de la cour de Chandragupta II.
La littérature profane de cette période a donné naissance à certaines œuvres marquantes du patrimoine littéraire indien. L'auteur le plus renommé de cette période est Kâlidâsa. On ignore à quelle époque il a vécu précisément, même s'il passe pour être un des « Neuf gemmes » de la cour de Chandragupta II. Le premier genre dans lequel il s'est illustré est le théâtre, dans lequel on admire sa grande maîtrise de la langue, ses histoires amoureuses et héroïques, mais aussi son sens de la mise en scène, des chants et des danses qui sont des composantes indispensables des pièces de théâtre indiennes. De ses trois pièces de théâtre qui nous sont parvenues, celle qui est considérée comme son chef-d'œuvre est Shakuntalâ, inspirée d'un passage du Mahâbhârata, racontant les amours contrariées de l'héroïne éponyme de l'œuvre et du roi Dushyanta. Kâlidâsa a aussi excellé dans le genre poétique en strophes (kâvya), où il s'illustre par sa grande maîtrise du sanskrit, avec notamment sa dextérité dans l'utilisation des mots à double sens qui donnent une grande profondeur à ses écrits.
Une autre œuvre majeure de la littérature sanskrite datant de la période des Gupta est le célèbre Kâmasûtra (« Aphorismes sur le désir ») de Vâtsyâyana. Au-delà de la réputation sulfureuse qu'il a acquise en Occident à la suite de traductions mal informées qui l'ont fait passer pour un ouvrage pornographique, c'est un ouvrage riche qui aborde la vie d'un citadin aisé et son rapport avec les femmes, qu'il s'agisse de l'art de la séduction, du plaisir sexuel, également le choix d'une épouse ; il figure parfois sous la forme de conseils pour les femmes mariées, mais qui concerne aussi les courtisanes et l'adultère.

### Des connaissances avancées en sciences
Quand la période Gupta débute, l'Inde est déjà une terre où les mathématiques sont très développées, ainsi que l'astronomie, discipline qui nécessite de grandes connaissances en mathématiques. Héritiers des astronomes mésopotamiens et grecs, les savants indiens avaient su procéder à des innovations. À la période qui nous intéresse, mathématiques et astronomie connaissent de nouvelles avancées. À l'instar d'autres disciplines, les savoirs dans ces domaines sont synthétisés dans des ouvrages majeurs qui font par la suite l'objet de commentaires.
Âryabhata, qui est actif dans la première moitié du VIe siècle, est l'un des mathématiciens/astronomes les plus renommés de l'Inde classique. Avant lui, on ne connaît pas le nom des grands savants de ces disciplines. Son ouvrage, l'Âryabhatîya, se présente comme les autres traités scientifiques indiens sous la forme de sûtras, en vers. Quatre chapitres (padas) constituent ce livre, et abordent une grande variété de concepts comme les sinus, le calcul de surfaces et d'aires de formes géométriques, des fractions, la finalité étant le calcul du mouvement des astres. L'Âryabhatîya développe un modèle géocentrique avec épicycle et excentrique, et explique les éclipses de lune et de soleil de façon correcte. L'œuvre d'Aryabhata est prolongée au début du VIIe siècle par son plus illustre commentateur, Brahmagupta. C'est avec ce dernier que l'usage du zéro comme nombre à part entière est clairement attesté dans des opérations, mais il est probable qu'il ait été connu de savants précédents, peut-être même d'Âryabhata. Cela finalise le développement du système de numération décimal, qui est repérable depuis les derniers siècles précédant notre ère en Inde et progresse beaucoup sous les Gupta.
Un autre maître ouvrage de l'astronomie classique date de la fin de la période gupta : la Panchasiddhantika (Pañcasiddhāntikā) de Varahamihira, datée de 575, qui contient le résumé d'ouvrages d'astronomies plus anciens perdus depuis. Il nous renseigne de fait sur les connaissances précédent la période d'Aryabhata. Du même auteur, on connaît également la Brihatsamhita (« grande compilation »), ouvrage encyclopédique traitant d'une grande variété de sujets, l'astrologie et l'astronomie étant les plus notables.
Les mathématiques et l'astronomie indiennes sont alors à leur apogée, et les œuvres des savants de cette période ont été connues et parfois traduites par les scientifiques musulmans à partir du VIIIe siècle. L'influence indienne est plus sensible en astronomie qu'en mathématiques, malgré l'adoption du « calcul indien » dans le monde musulman à la suite des travaux d'Al-Khawarizmi.
Enfin, dans le domaine médical, Vâgbhata écrit au VIe siècle un traité résumant des textes médicaux de la tradition ayurvédique : on y trouve des passages sur la chirurgie, l'ophtalmologie, mais aussi l'exorcisme, les aphrodisiaques, etc.. Pâlakâpya, vivant vers la fin du VIe siècle, écrit quant à lui un ouvrage vétérinaire, le Hastyâyurveda, contenant des instructions pour soigner des chevaux et des éléphants.

### Les réalisations dans les arts plastiques

#### Un art très marqué par la religion
Les réalisations artistiques de la période gupta visibles aujourd'hui sont essentiellement de nature religieuse. Les œuvres d'art profanes étaient en général réalisées à partir des matériaux moins durables que les œuvres artistiques, ce qui explique qu'elles n'aient pas passé l'épreuve du temps. Les artistes et lettrés de la période gupta ont pu être itinérants, et vendre leurs services en fonction des besoins. Cependant, beaucoup d'entre eux ont œuvré dans certains lieux précis, sous le patronage d'une institution politique ou religieuse, voire des deux, formant parfois de véritables « écoles ». Les commanditaires sont avant tout des temples, mais aussi des mécènes qui espèrent retirer de leur réalisation et de leur donation à une institution religieuse la grâce divine et l'aide pour leur salut.
La religion dominante de l'empire des Gupta, le brahmanisme, est très présente dans l'art. Vishnou est le plus représenté. Ses attributs les plus courants sont le disque ou roue, qui représenterait la roue du temps, et la massue qui serait un principe féminin. Une des postures dans laquelle il est représenté est celle de son sommeil allongé sur le serpent cosmique. Vishnu peut être représenté sous plusieurs formes : sa manifestation cosmique, Vishvarûpa, ou un de ses avatars, avant tout le sanglier Varâha, Krishna et Rāma. Lui sont souvent associés l'oiseau Garuda, sa monture, ainsi qu'une de ses parèdres, Lakshmi, souvent représentées sur les monnaies des Gupta. L'autre grand dieu de l'hindouisme, Shiva, est quant à lui représenté sous la forme d'une pierre dressée, le lingam, ou sous sa forme anthropomorphique, les cheveux bouclés relevés en chignon. Ses attributs sont le rosaire et le trident. Une des innovations de cette période dans son iconographie est sa représentation en « Seigneur de la danse » (Natarâja). Shiva est souvent associé à la déesse Pārvatī, ou au dieu éléphant Ganesh. Les autres grandes divinités de l'hindouisme font l'objet de représentations artistiques là où elles sont particulièrement vénérées : Sūrya, Kumâra/Skanda (associé au paon, son animal-attribut), la Grande Déesse et les Sept Mères, ou encore les déesses du Gange (Gangâ) et de la Yamunâ.
C'est pourtant le bouddhisme, religion dont le l'essor prend fin sous les Gupta, qui a donné naissance à l'art le plus remarquable, notamment sa statuaire sur pierre issue des ateliers de Mathura et Sārnāth. Le personnage privilégié des artistes est évidemment le Bouddha, dans différentes postures : debout, assis sur un trône, les jambes croisées. Son crâne est surdéveloppé, ce qui symbolise sa sagesse. L'expression de son visage souligne sa grande compassion (karunâ). Tout une codification existe sur les positions de ses mains (mudrā), chacune ayant une signification précise. On distingue ainsi, entre autres : le geste de protection (abhaya mudrâ), de méditation (dhyâna mudrâ), du mouvement de la Roue de la Loi (dharmachakra mudrâ), ou encore le geste du don (varada mudrâ) qui apparaît au Ve siècle. On trouve également des représentations de passages de la vie du Bouddha (mais assez peu de ses vies antérieures, contées dans les Jātaka, hormis à Ajantâ), notamment son Parinirvâna (entrée dans le nirvāna). L'essor du Bouddhisme mahāyāna a incité les artistes à représenter les êtres particulièrement vénérés par ce courant, en premier lieu les bodhisattvas. Avalokiteśvara est de loin le plus représenté, souvent associé à Amitābha, le bouddha de la sagesse. On trouve également des représentations de Târâ, son pendant féminin, et d'autres boddhisatvas.

Représentations de personnages de la mythologie indienne de l'époque gupta.
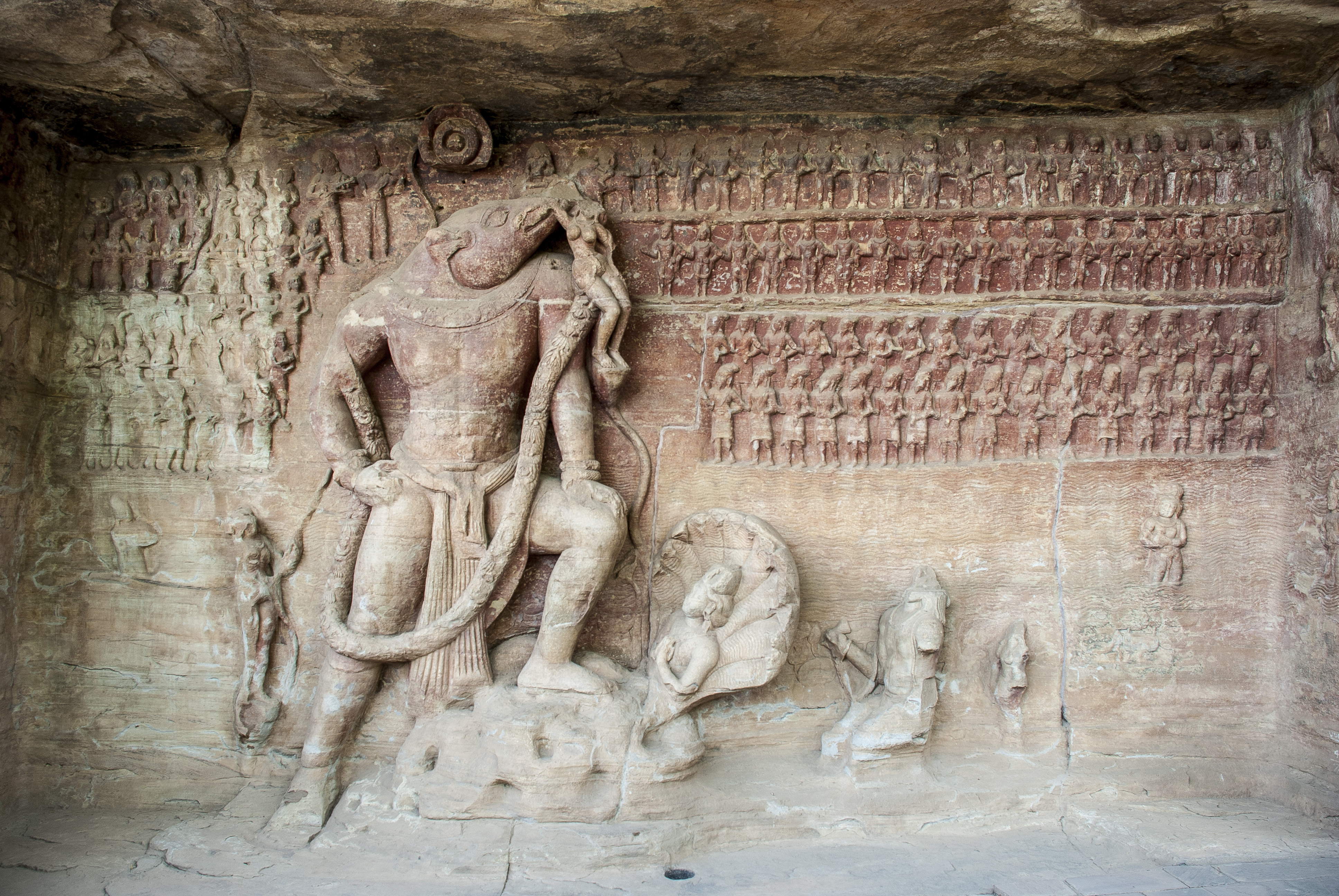
Haut-relief de Varâha, avatar de Vishnou, ramenant la déesse Terre du fond de l'océan après avoir vaincu le démon Hiranyaksha, grottes d'Udayagiri, début du Ve siècle.
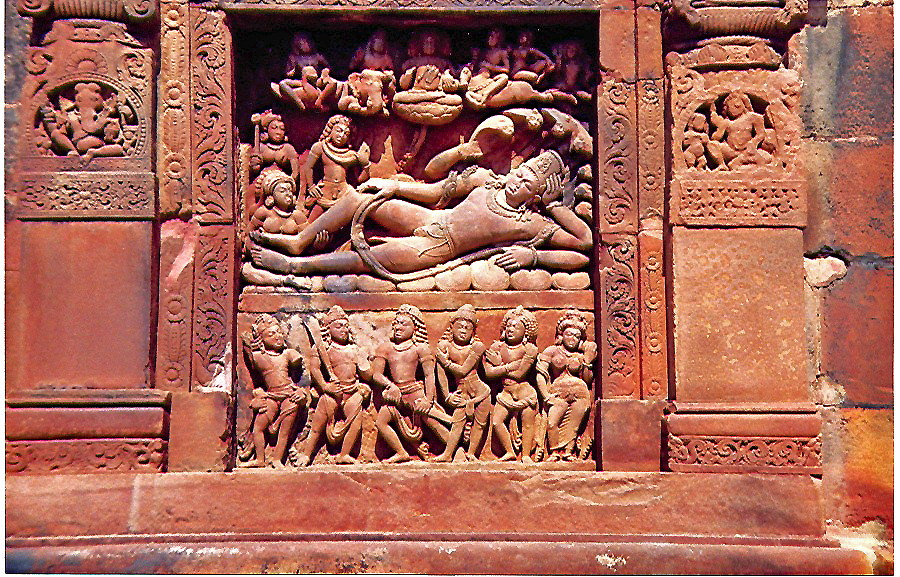
Le sommeil cosmique de Vishnu, temple Dashâvatâra de Deogarh, VIe siècle.
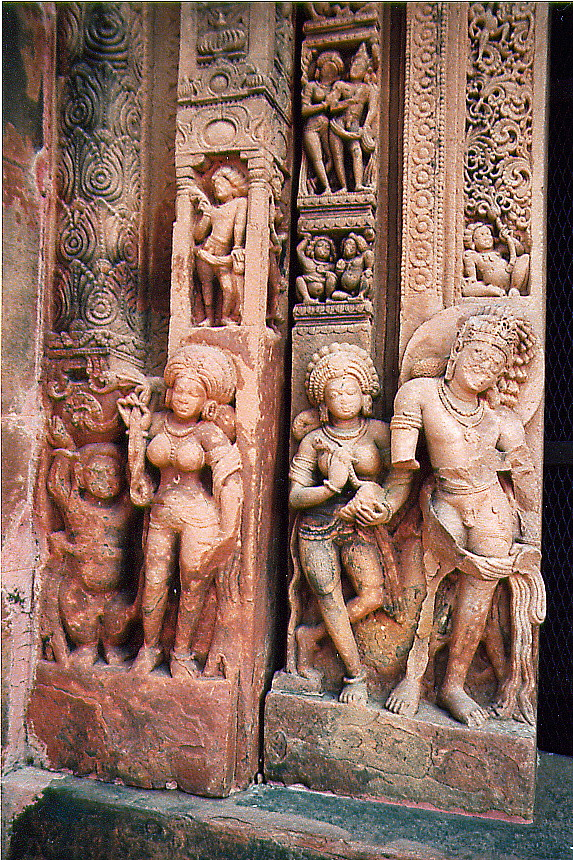
Sculptures des déesses des rivières Gangâ et Yamunâ, sur la porte d'entrée du temple Dashâvatâra de Deogarh, VIe siècle.
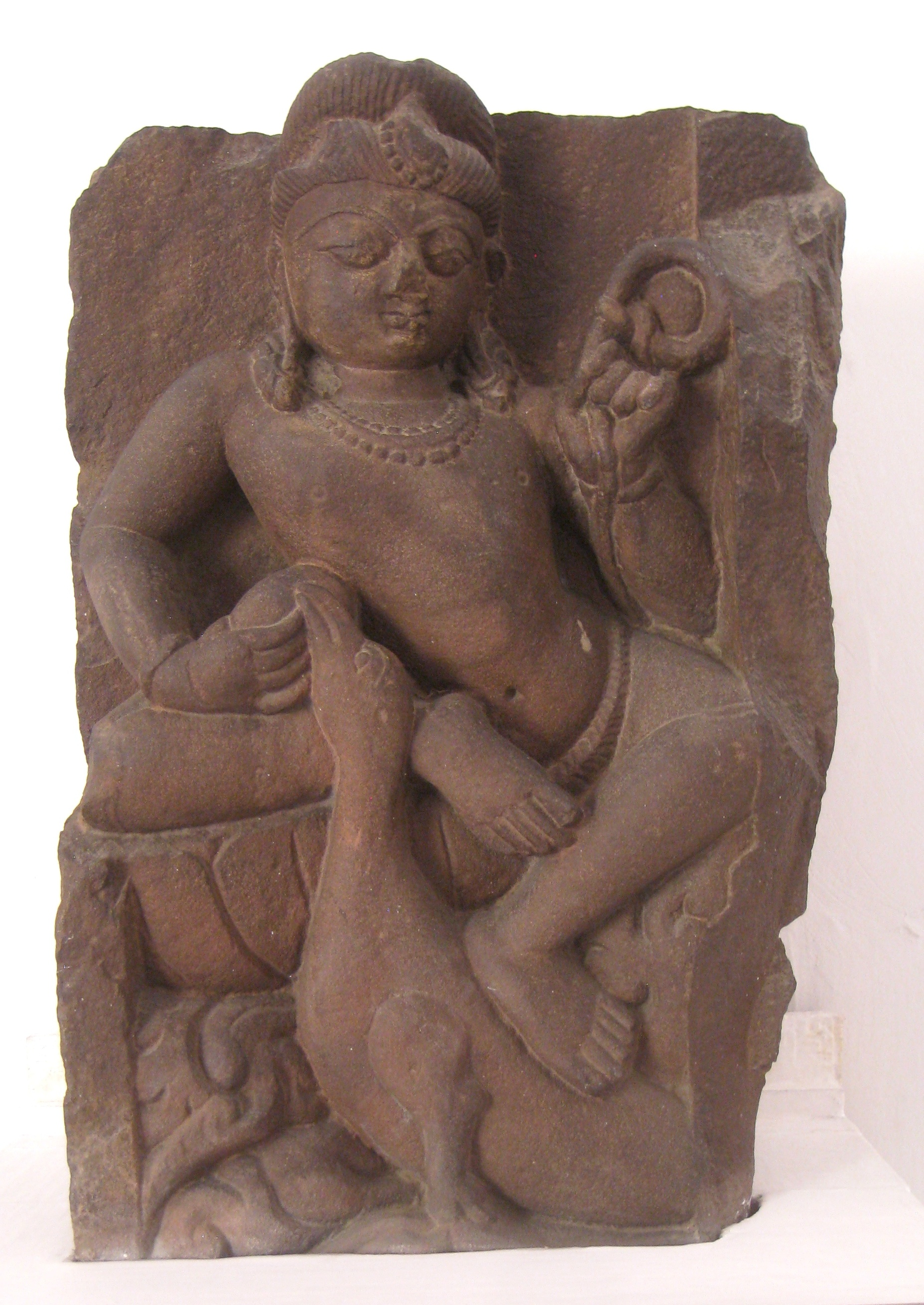
Sculpture sur pierre représentant le dieu Kumâra accompagné de son paon, VIe siècle, National Museum de New Delhi.
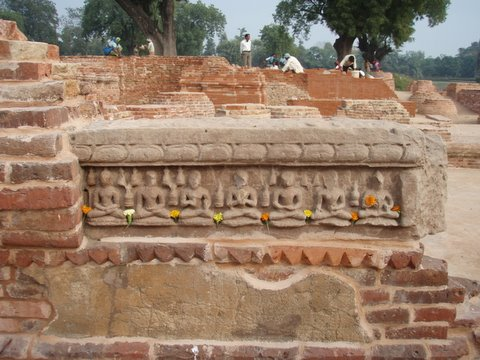
Relief présentant sept postures de méditation de l'art bouddhique, stûpa Damekh, Sārnāth.

#### Architecture religieuse

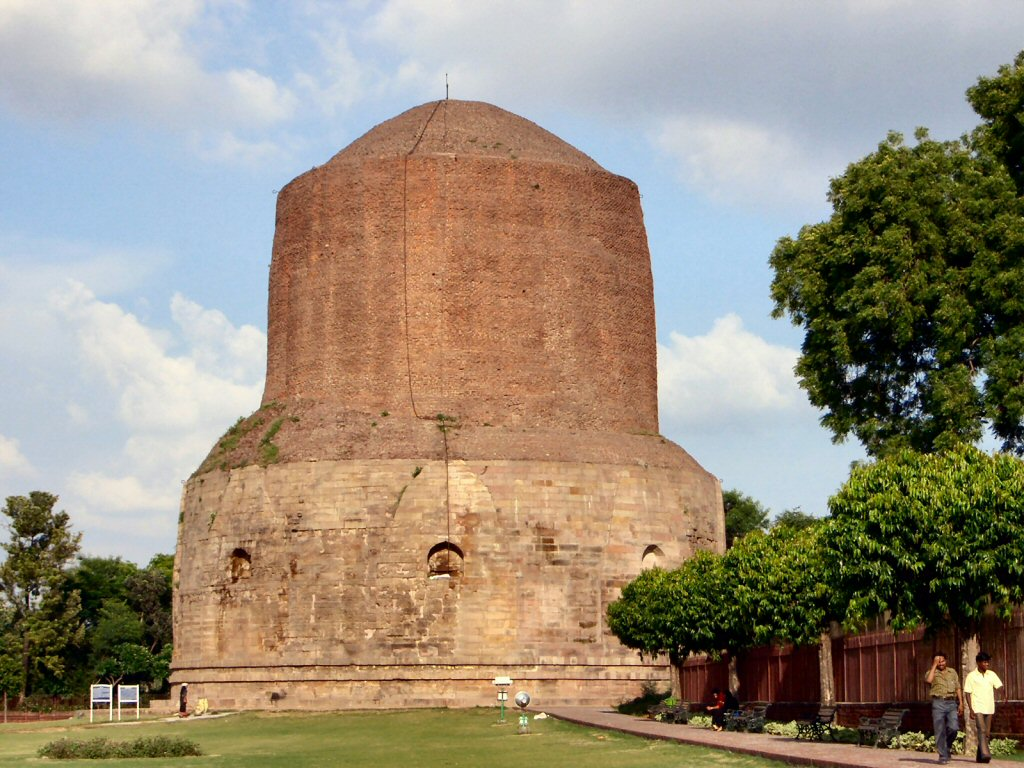
Le Stûpa Dhâmekh à Sārnāth, dédié à Bouddha, remanié au VIe ou au VIIe siècle.

De l'architecture de l'époque gupta, les réalisations profanes ont disparu, sans doute parce qu'elles étaient généralement construites en bois, ou bien parce qu'elles étaient construites en pierre mais ont été trop profondément dégradées. On ne sait donc rien des palais des rois de la dynastie. En revanche, plusieurs temples et autres édifices religieux de cette époque subsistent encore de nos jours, même s'ils ont pu être rénovés ou réaménagés depuis. C'est dans ceux-ci qu'on trouvait un bon nombre des œuvres d'art qui vont retenir notre attention par la suite, aussi est-il important d'étudier leurs caractéristiques, car sans la mention de leur contexte on ne peut comprendre leur fonction exacte.
Les édifices de la période gupta qui ont subsisté jusqu'à nos jours sont essentiellement construits en brique et en pierre. Ils pouvaient être édifiés sur des terrasses en argile servant de fondations, notamment dans le cas des édifices en briques. La pierre pouvait servir de parement à des édifices dont le cœur des murs était en brique. Vers la fin de la période, on prend également l'habitude de cerner les édifices religieux d'enceintes.
Cette époque a vu la réalisation de nombreux stūpas, qui sont essentiellement destinés à des complexes religieux bouddhistes. Celui de Devnomori, dans le Gujarat, daté du IVe siècle, est de forme hémisphérique et bâti sur une plate-forme carrée. Sa partie inférieure comportait des décorations. Le stûpa Damekh de Sārnāth, a une base de 28 mètres de diamètre et s'élève sur plus de 43 mètres. Peut-être construit dès le règne du roi maurya Ashoka, il est remanié vers la fin de la période gupta, sa base est percée de huit niches où se trouvaient des effigies de Bouddha, et il est décoré d'un parement en pierre. Ce décor est une innovation due au Bouddhisme mahāyāna, dont les édifices ne sont pas bâtis et ornés de la même façon que ceux du theravāda,.

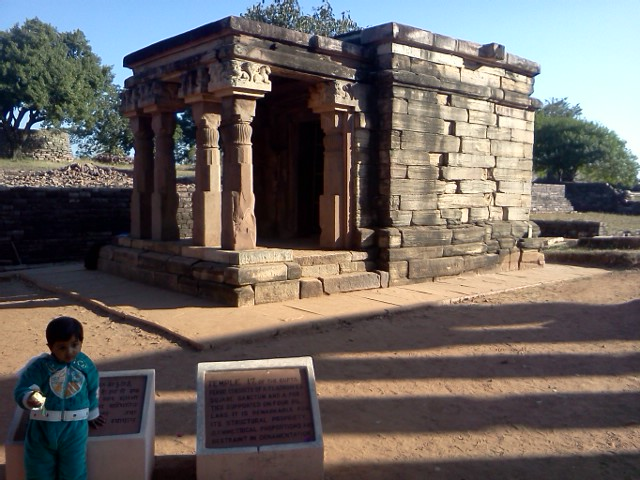
Temple 17 de Sânchî, Ve siècle. L'un des premiers exemples de temples construits. Cella à toit plat précédée d'un portique.

Plusieurs temples construits sous la dynastie gupta ont pu être étudiés. Mais il n'y en a pas suffisamment pour avoir une vue d'ensemble de la diversité des types de temples construits. Cette variété transparaît dans certains ouvrages, comme la Brihatsamhitâ de Varahamihira citée plus haut, qui comporte une classification des temples. Les architectes composaient à partir de différents éléments (plan du sanctuaire, forme de sa toiture, présence d'éléments annexes) suivant plusieurs modèles, ce qui aboutit à une grande diversité. On connaît des temples tels le temple 17, bouddhiste, de Sânchî (Madhya Pradesh, Ve siècle) dont l'architecture était simple, avec simplement un porche ouvrant sur le sanctuaire constitué d'une seule pièce qui a la fonction de cella. Cette pièce centrale (appelée garbha griha) est considérée comme la résidence terrestre de la divinité tutélaire de l'édifice, et abrite son image dans les temples vishnouites et shivaïtes.

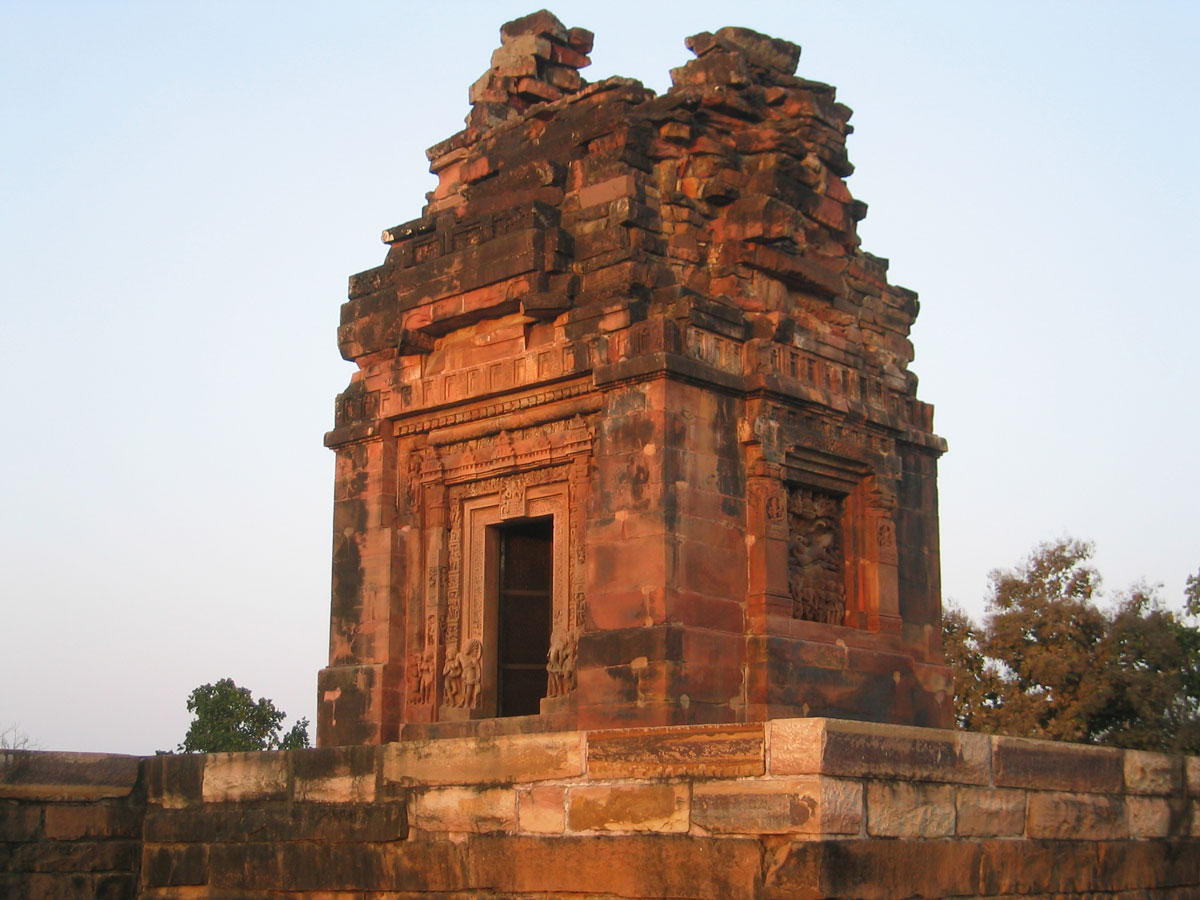
Le temple Dashâvatâra de Deogarh, dédié à Vishnou, VIe siècle.

Les temples ont généralement un porche sur leur façade principale, ancêtre de la salle réservée aux fidèles (mandapa) qui se généralise après la période gupta. L'un des plus remarquables édifices de cette époque, le temple Dashâvatâra de Deogarh (VIe siècle), dédié aux avatars de Vishnou, est de plan tripartite, ayant l'aspect d'une tour élevée, décoré de hauts-reliefs somptueux dont un sommeil cosmique de Vishnu entouré d'autres divinités, et érigé sur une terrasse comportant quatre petits sanctuaires d'angle. L'ensemble avait une signification cosmique, le temple-tour symbolisant la montagne située au centre du monde. D'autres sanctuaires sont entourés d'un espace servant de déambulatoire aux fidèles. Les toits des temples les plus simples étaient plats, mais au fil du temps le modèle des toits élevés prit le dessus. Au VIIe siècle sont établies les traditions des toits à arêtes curvilignes au nord de l'Inde, et de toits de forme pyramidale au sud en pays dravidien. Les parties les plus décorées de ces édifices sont les encadrements de portes, souvent surmontés d'un linteau où se trouve la divinité principale. Les piliers et colonnes comportent aussi des décorations soignées. Les murs des grands temples sont percés de niches ornées de statues, et décorés de bas-reliefs ou hauts-reliefs. Dans les temples hindous, un fronton sert à abriter une effigie de la divinité principale de l'édifice,.

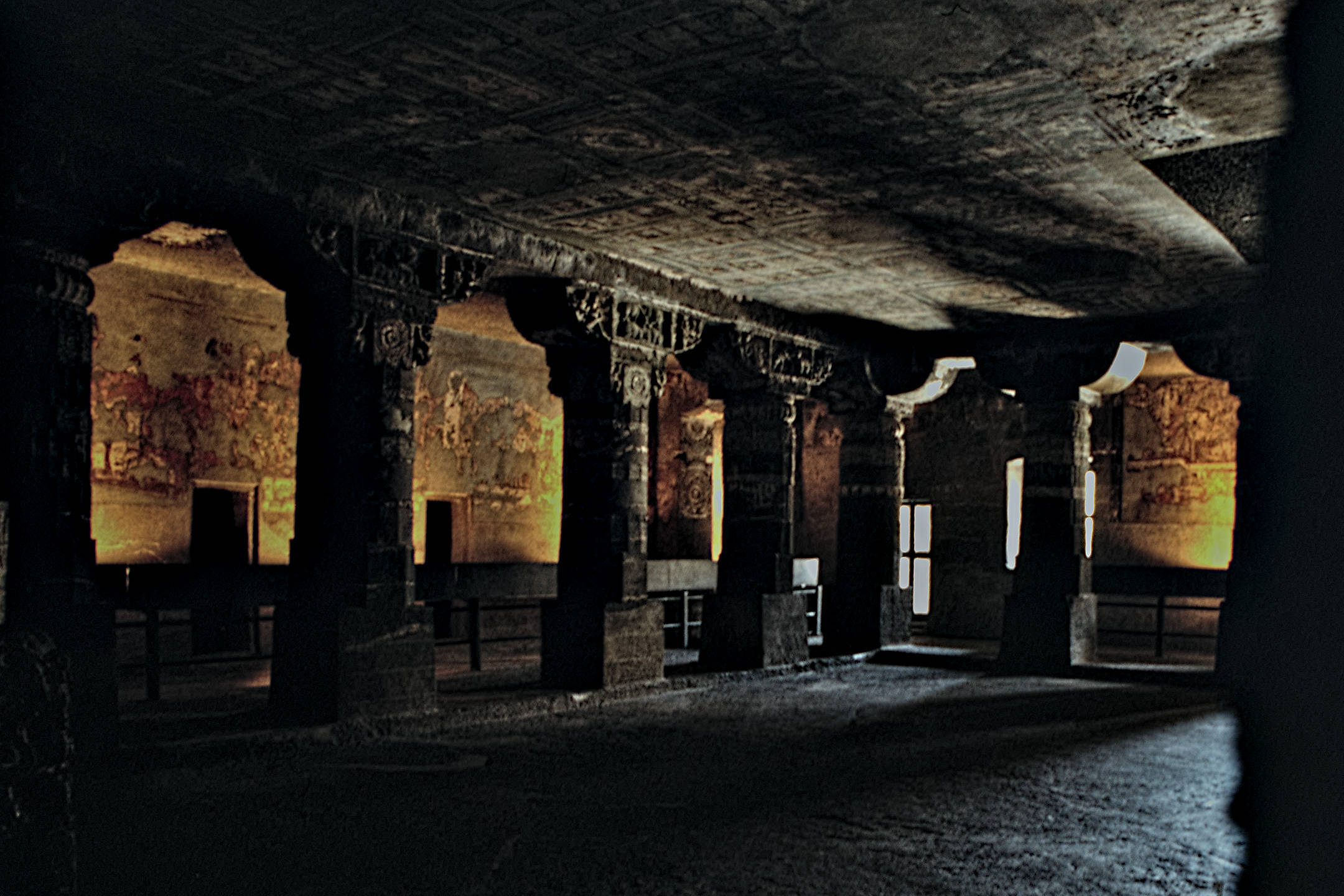
L'intérieur d'une des grottes d'Ajantâ.

Enfin, un dernier type d'édifice à vocation religieuse est celui des sanctuaires rupestres situés dans des grottes. Les plus connues sont les grottes bouddhistes creusées à Ajantâ dans le Maharashtra. On connaît d'autres grottes servant de centre religieux datés de la période, comme celles d'Udayagiri dans le Madhya Pradesh, hindouistes alors que les autres sont surtout bouddhistes. Après la fin de la période gupta, de nouveaux sites rupestres sont créés dans la continuité de cette tradition, comme les grottes d'Ellorâ proches d'Ajantâ, bouddhistes, hindouistes et aussi jaïnes, ainsi que celles de l'île d'Éléphanta, proches de Bombay, shivaïtes, qui commencent à être aménagées à la fin de la période gupta.

#### Sculpture en pierre
La sculpture en pierre est la forme d'art la plus remarquable de la période gupta, tant par sa diversité que par la qualité des réalisations. Après un premier siècle de transition par rapport aux réalisations des périodes précédentes, l'art gupta prend toute son ampleur à partir de la fin du Ve siècle. Il se détache des traditions antérieures, avec la mise au point de nouvelles méthodes qui marquent l'art de l'Inde et des régions voisines pour les siècles ultérieurs. Les sculptures des grottes d'Udayagiri illustrent une phase d'expérimentation, à situer vers le début Ve siècle. Dans les décennies suivantes les artistes de Mathura, déjà un centre artistique majeur sous les Kouchans, mettent au point l'art de la sculpture caractéristique de la période Gupta. Il est caractérisé par la recherche d'une nouvelle physionomie des personnages, cherchant à représenter leur haute spiritualité, en travaillant notamment les visages, plus paisibles, dont la sérénité est accentuée par un léger sourire. C'est dans la première moitié du Ve siècle que la statuaire gupta connaît son apogée. On date de cette période l'activité de Dinna, un sculpteur de Mathurâ qui est le seul créateur majeur cité par nos sources pour cette période, et la réalisation de plusieurs chefs-d'œuvre de l'art bouddhique, caractérisés notamment par la mise au point d'un nouveau type de drapé. Le site de Sārnāth devient lui aussi un grand centre artistique, héritier d'une tradition locale antérieure et de celle de Mathurâ, tout en apportant des innovations leur donnant un caractère propre. C'est un art plus rigoureux et austère, majoritairement bouddhiste, représentant à la perfection la spiritualité et le détachement de ses sujets. L'équilibre des silhouettes, la qualité du rendu des expressions du visage atteignent alors un niveau remarquable. Il y a bien un style gupta avec des traits caractéristiques malgré les traditions locales des centres artistiques. La seconde moitié du VIe siècle voit, parallèlement au déclin de l'empire Gupta, une diversification de l'art de la sculpture dans le sous-continent indien. De nouvelles créations remarquables sont datées de cette période, reprenant les codes esthétiques mis en place précédemment, qui vont régir la statuaire indienne pour les siècles suivants.

Sculptures en pierre du Bouddha de la période gupta.
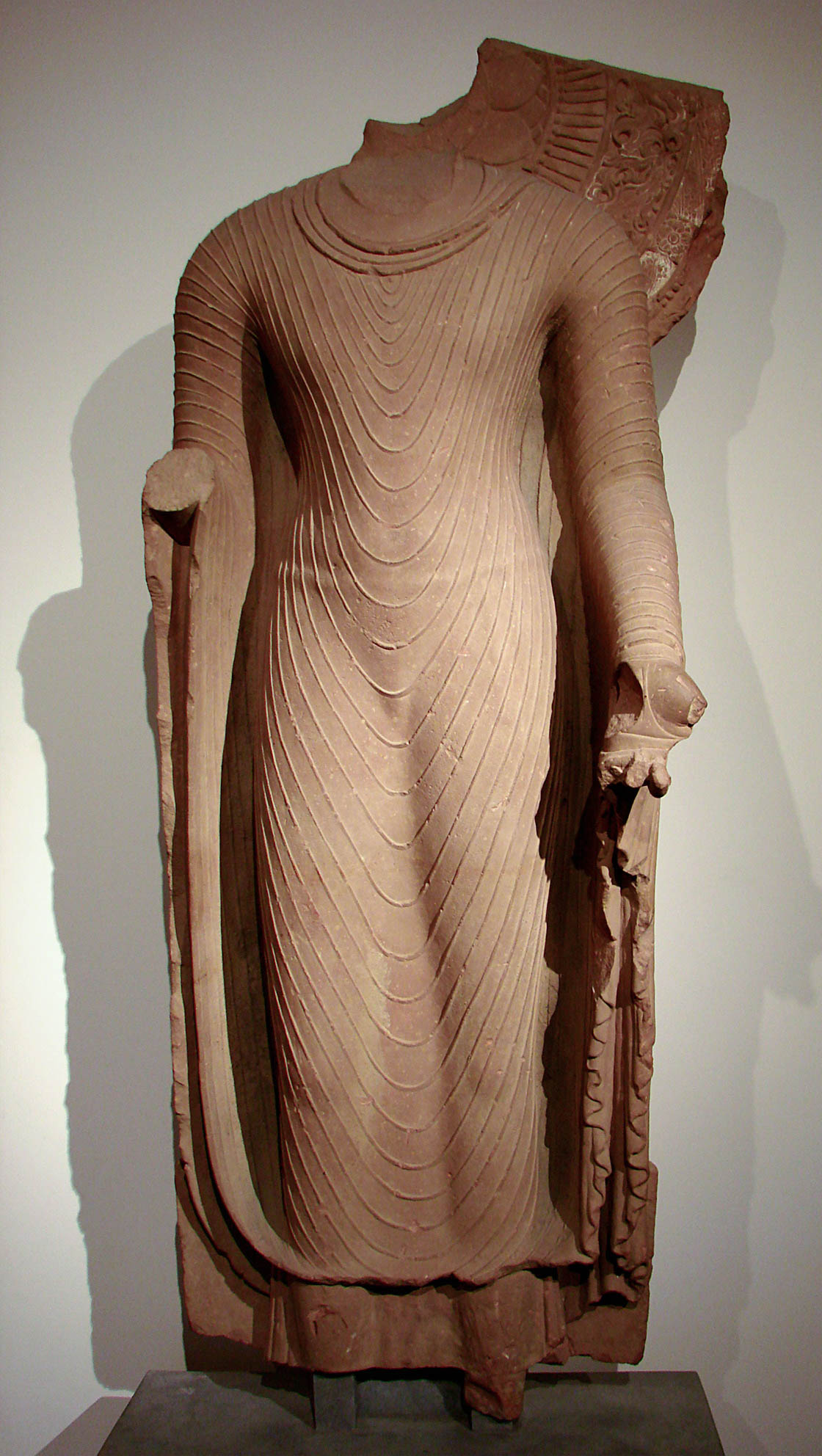
Bouddha acéphale en robe uttarâsangâ, daté du début du VIe siècle, école de Mathura, grès rose, Musée Guimet[88].
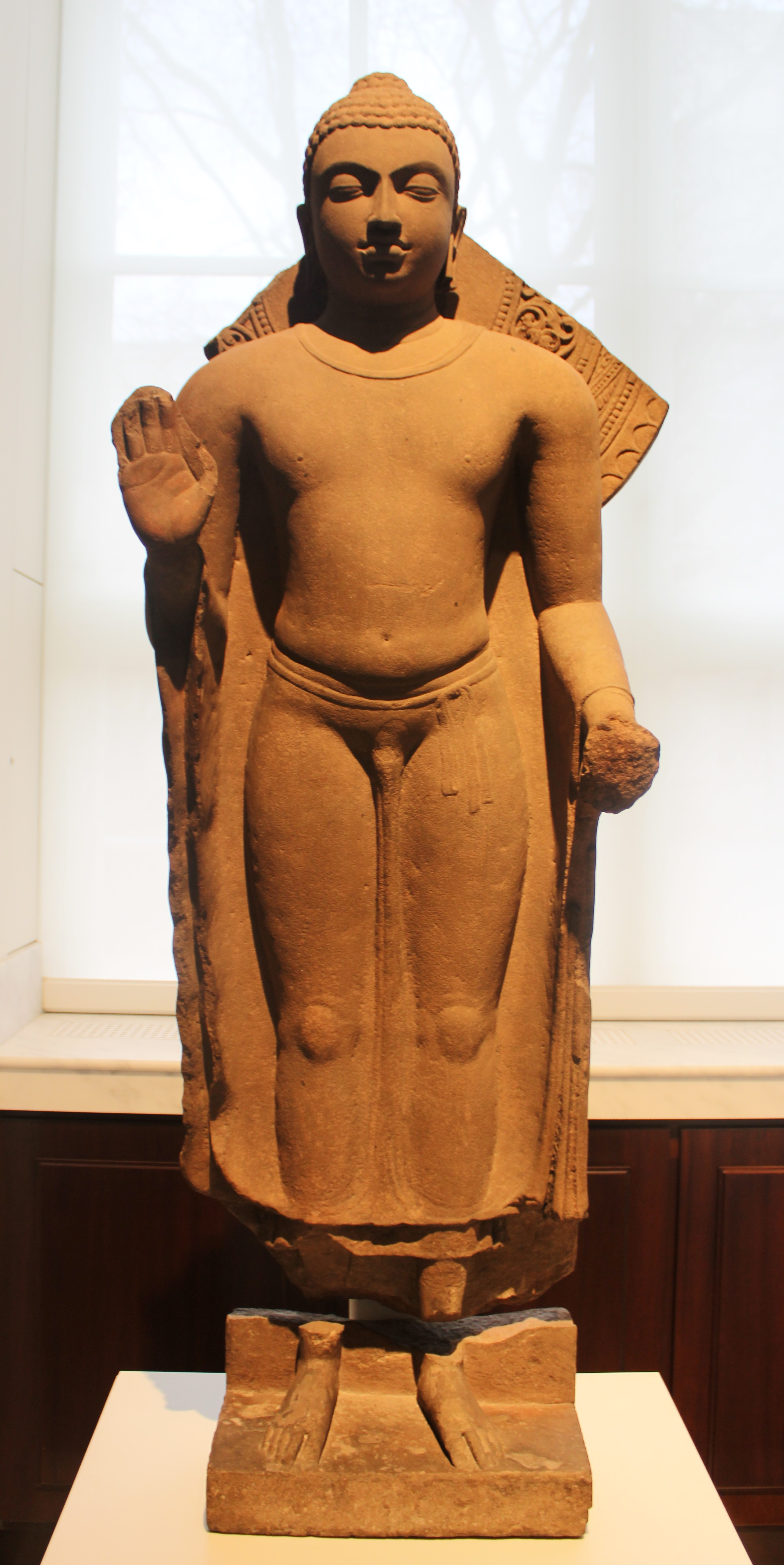
Bouddha debout, en posture de protection, abhayamudra et de don, varadamudra. Daté du milieu du Ve siècle, Sarnath. British Museum.
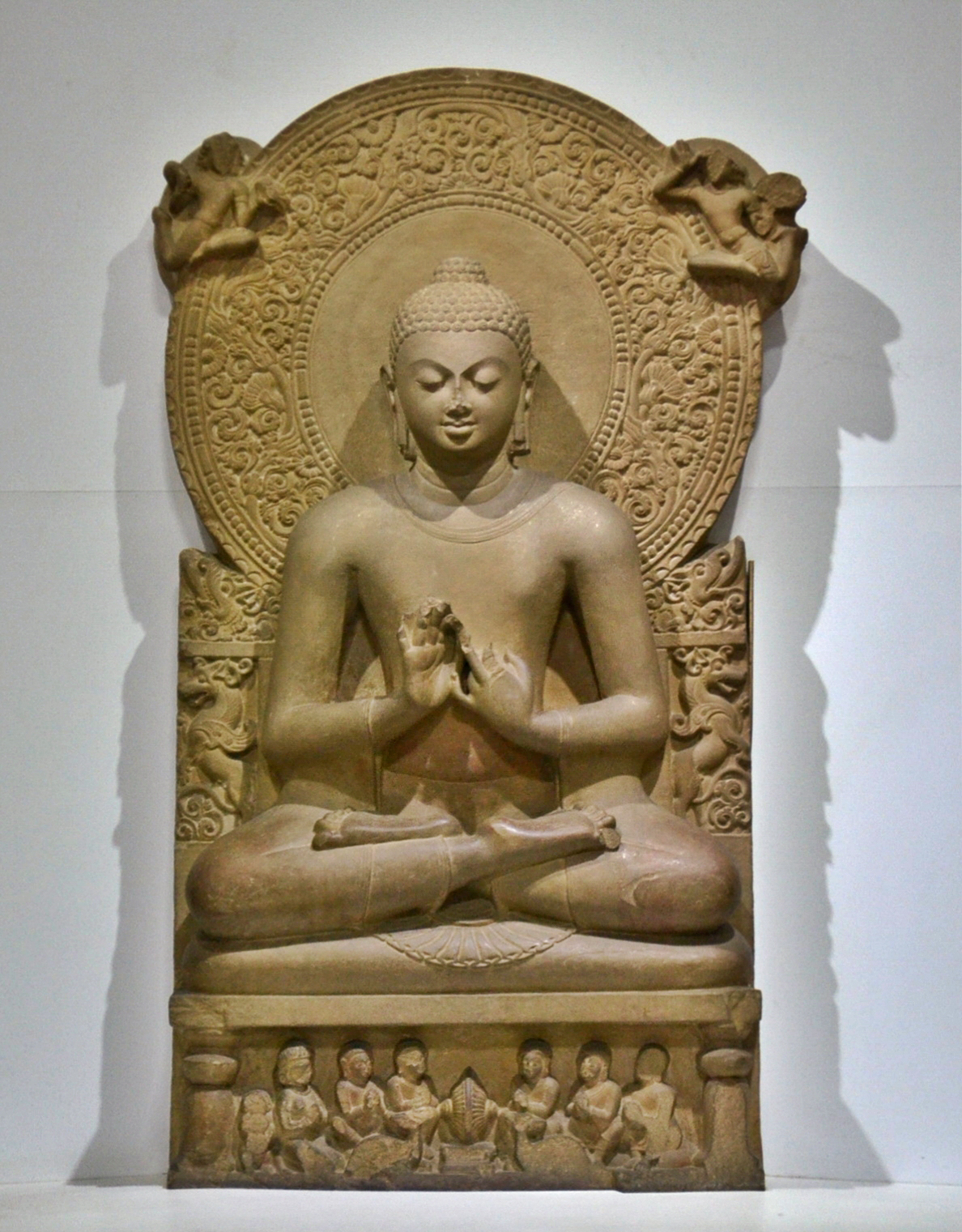
Bouddha assis en tailleur prêchant, geste de mise en mouvement de la roue de la Loi, dharmachakramudra. Sārnāth, vers 475, grès de Chunâr, Archeological Museum of Sârnâth.

#### Sculpture en terre cuite

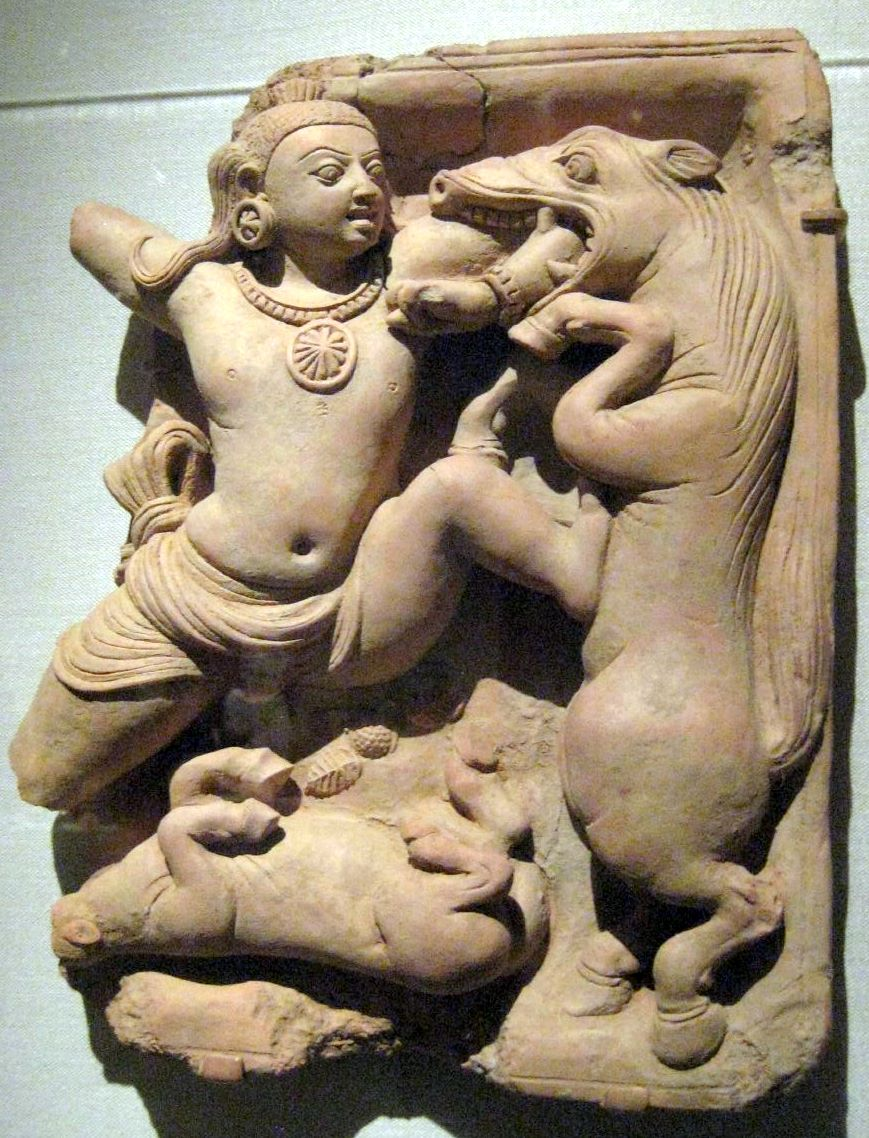
Terre cuite représentant Krishna combattant le cheval démoniaque Keshi, Ve siècle, Metropolitan Museum of Art.

La terre cuite a servi à de nombreuses réalisations artistiques, souvent plus grossières que les sculptures sur pierre au premier abord, mais participant du même style artistique, et très expressives. On trouvait des plaques décoratives, ou des effigies de grande taille, moulées, et parfois remodelées à la main. Les œuvres en terre cuite qui nous sont parvenues sont essentiellement de nature religieuse, destinées à orner des temples ou des stūpas. Elles pouvaient représenter des divinités seules, mais aussi des scènes de mythes. Quelques réalisations profanes en terre cuite nous sont tout de même parvenues. Plusieurs centres artistiques étaient très actifs dans l'art de la terre cuite, notamment le Doāb situé entre le Gange et la Yamunâ.

#### Arts métallurgiques
La maîtrise de la métallurgie est très perfectionnée chez les artisans indiens de la période des Gupta, utilisateurs du bronze et du fer avant tout. Parmi les témoignages remarquables de cette tradition, on trouve le Pilier de fer de Delhi, situé de nos jours à côté du Qûtb Minâr, minaret de la capitale indienne actuelle. Il date peut-être du règne de Chandragupta II, mesure 7 mètres de haut et pèse 6 tonnes. Il est réalisé en fer forgé d'une très grande qualité, et est encore dans un excellent état de conservation. Une inscription indique qu'il est dédié à Vishnou et commémore des victoires militaires du roi qui l'a commandité.
La période gupta a vu la réalisation de remarquables statues en métal, dans la continuité des écoles de la période kouchane comme souvent. Les artistes ont alors surtout réalisé des statues de Bouddha, et ont suivi les évolutions de la sculpture sur pierre, respectant les prescriptions des traités d'art de l'époque sur la posture des personnages. Là aussi les écoles de Mathura et de Sārnāth occupent le devant de la scène. Plusieurs statues métalliques proviennent également d'ateliers du royaume des Vakatakas, vers le Ve siècle, notamment celles découvertes à Phophnar et Râmtek, dans la sphère d'influence de cet État. Ces statues présentent des différences stylistiques avec les réalisations des deux centres artistiques habituels, semblant témoigner d'une diversification artistique à une période où le royaume gupta décline. L'une des statues les plus remarquables de l'époque gupta tardive est actuellement conservée dans un musée de Birmingham : retrouvée en 1864 à Sultanganj dans le Bihar, haute de plus de  deux mètres et réalisée à la cire perdue, son style est inspiré de celui des sculpteurs de la tradition de Sārnāth.

Œuvres artistiques en métal de la période gupta
Le Pilier de fer de Delhi, IVe – Ve siècles.
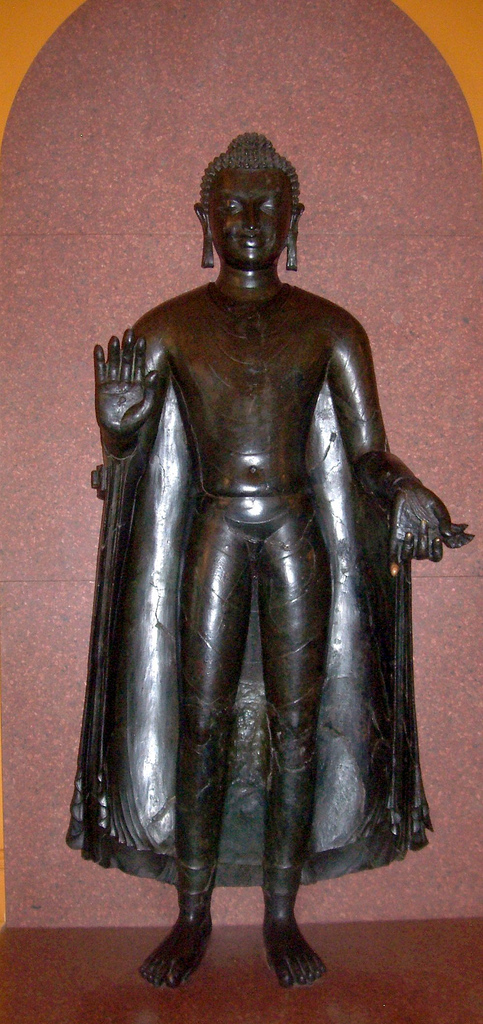
Le Bouddha de Sultanganj, VIe – VIIIe siècles, Birmingham Museum & Art Gallery.

#### Monnaies
Le monnayage de la période gupta est d'une grande qualité, notamment par ses émissions en or, le plus remarquable, même si des pièces en argent et en cuivre circulaient également. Il existait deux étalons différents. Le dînâra, qui doit son nom au denier romain (denarius), est employé dans le sous-continent indien depuis la période des Kouchans, et est l'étalon de référence des premiers rois Gupta. À partir de Skandagupta Ier, on lui préfère un étalon d'origine indienne, le suvarna. Ces monnaies sont intéressantes en tant que produit du pouvoir politique, car il s'agit des seules œuvres artistiques de cette période assurément issues du cercle du pouvoir royal gupta à avoir survécu aux épreuves du temps. Elles rappellent par bien des aspects les sculptures de la même période.
Les monnaies d'or sont d'une grande qualité esthétique. Les personnages, profanes et religieux, sont représentés de profil. Des légendes poétiques en sanskrit, souvent longues et recherchées, en donnent le sens. À l'avers, le personnage représenté est généralement le souverain, dont le nom apparaît écrit verticalement sous son bras gauche. Il est souvent debout, en attitude de guerrier, tenant un arc, une hache, ou encore un étendard, parfois montant un cheval ou un éléphant. Parfois il combat un lion ou un tigre. Une émission de Samudragupta le représente en roi artiste, jouant du luth. Sur les différentes émissions, l'allure du souverain et ses postures mettent en valeur sa puissance, en font une idéalisation de la fonction royale ; dans certains cas il est représenté nimbé. La monnaie est donc un instrument de propagande efficace dont ont usé les empereurs gupta, qui émettent plusieurs types au cours de leur règne. Parfois ils commémorent des événements marquants : Chandragupta Ier fait émettre des monnaies commémorant son mariage avec la princesse Kumaradevi des Licchavi, alors que Samudragupta et Kumâragupta Ier font frapper des pièces en l'honneur du sacrifice ashvamedha qu'ils ont accompli. Le revers est généralement réservé à des divinités, en premier lieu la déesse de la Fortune, Lakshmi, compagne de Vishnou, souvent figurée sur un lotus épanoui, ou avec une corne d'abondance, censée conférer victoire et prospérité au roi figuré à l'avers.

Pièces d'or de rois de la dynastie gupta
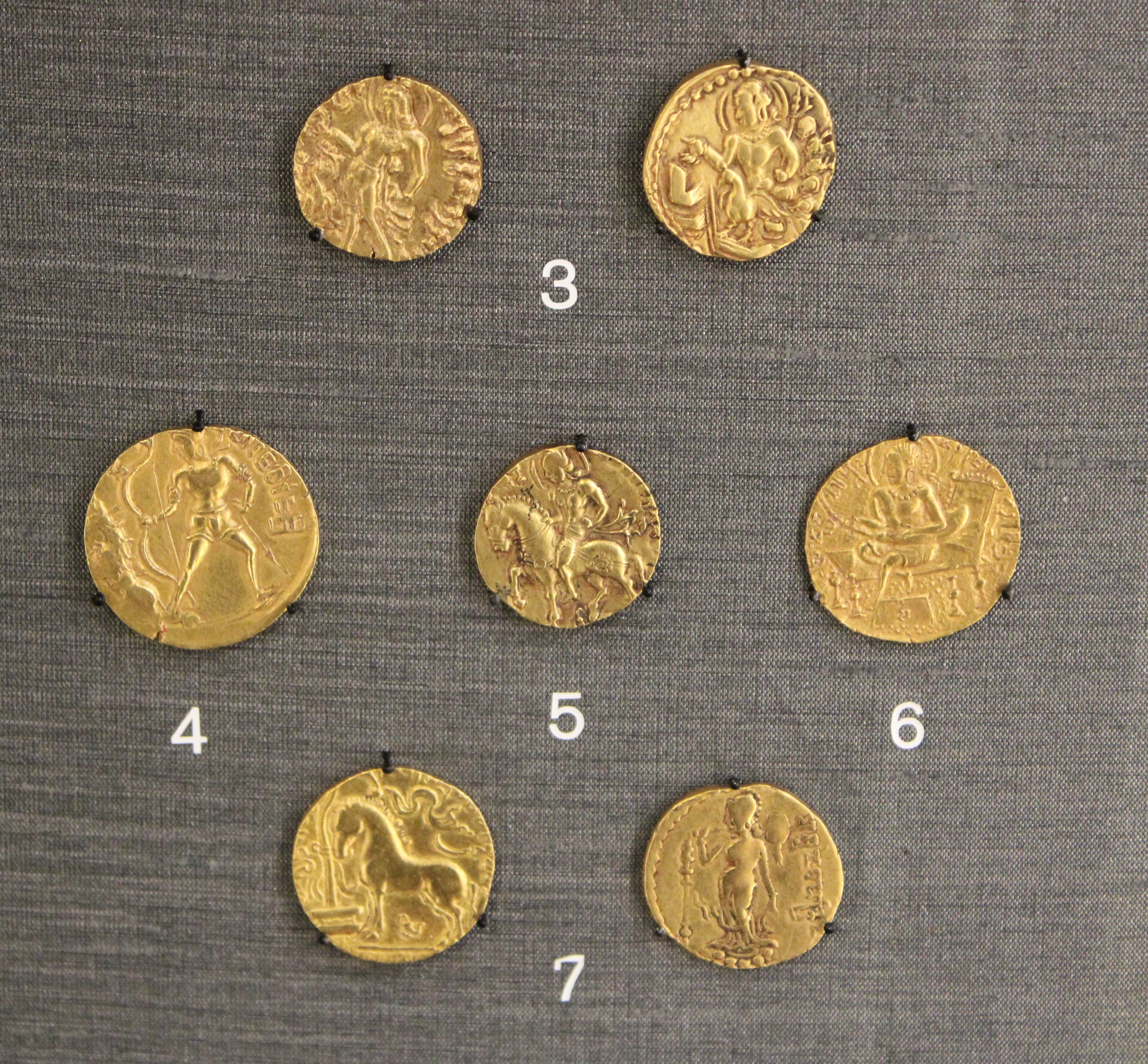
Exemples de monnaies en or de la période Gupta. British Museum.
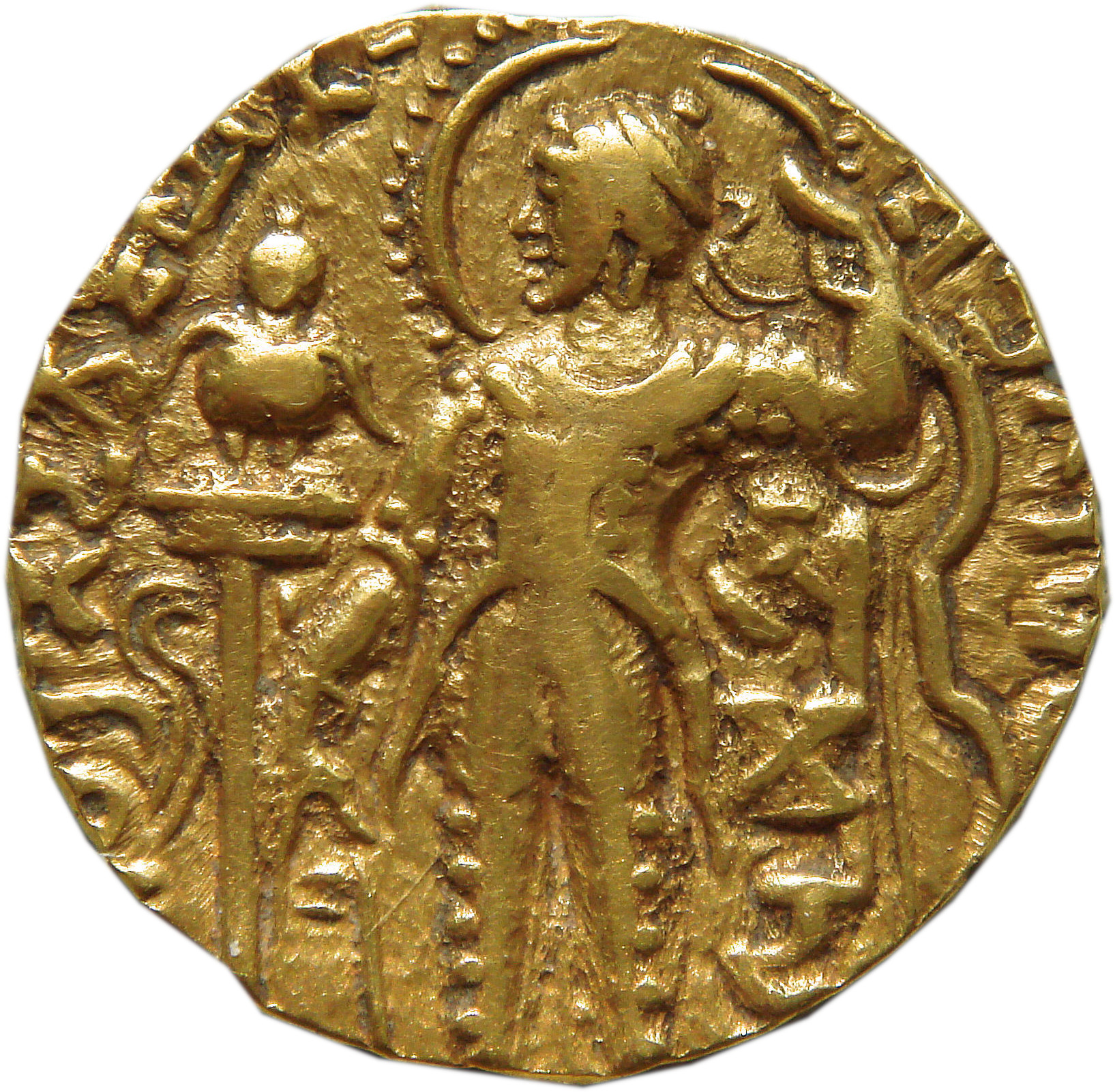
Samudragupta nimbé.
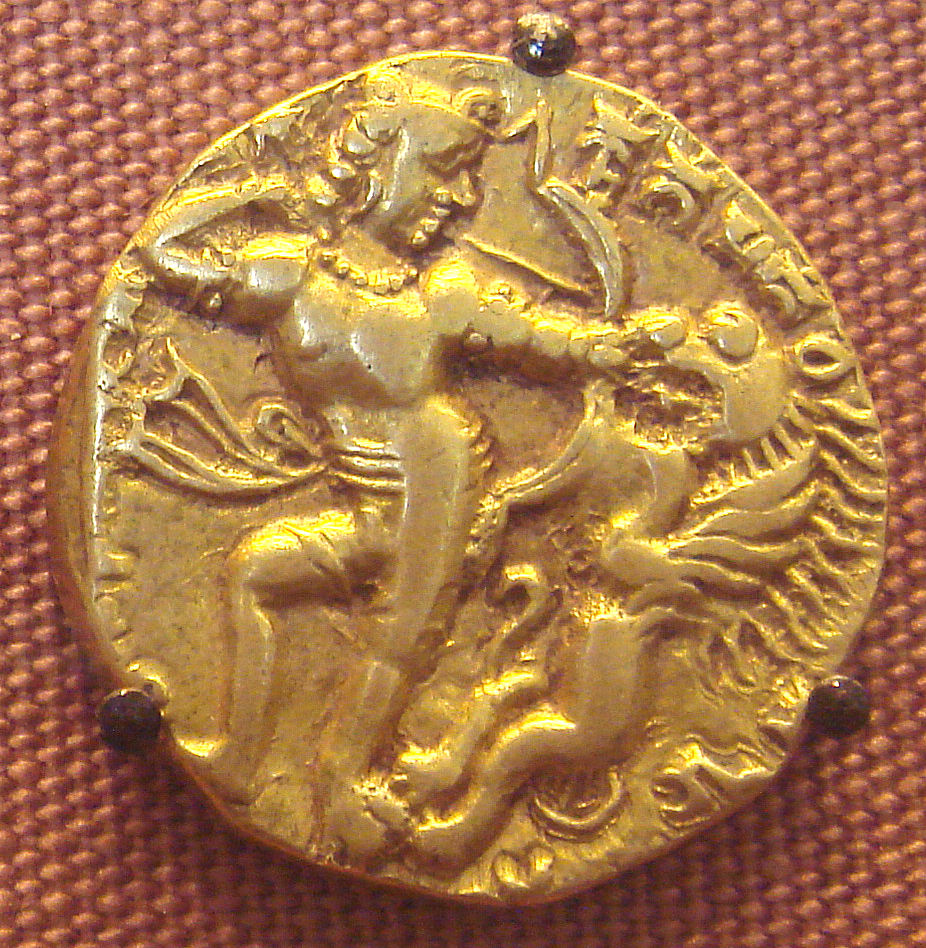
Kumâragupta Ier en archer combattant un lion.

#### Peinture
La peinture était un art très prisé dans l'Inde des Gupta. On sait par les ouvrages de cette période que les peintures reprenant des thèmes religieux comme mondains étaient très présentes dans les palais et les résidences luxueuses des nobles, ainsi que dans les monastères, qui comportaient de grandes galeries de peintures (vîthî). L'attention portée à cet art semble indiquer qu'à cette période il est porté à un niveau inégalé précédemment. Mais on ne dispose de quasiment aucun témoignage de la peinture gupta, dans la mesure où les résidences anciennes et les panneaux de bois peints ont disparu.
Le seul exemple qui nous montre le niveau remarquable des peintres de la période gupta est celui des grottes d'Ajantâ dans le Maharashtra (seconde moitié du Ve siècle, voir plus bas), un sanctuaire rupestre bouddhiste dont les murs intérieurs sont décorés de peintures après avoir été préalablement recouverts d'un enduit spécial et de lait de chaux pour constituer un support exploitable pour les artistes (on traçait les dessins à main levée, puis on y ajoutait les couleurs, parfois différentes couches pour donner du volume, ainsi que des dorures). Par leur qualité plastique, leur foisonnement, leur variété thématique, ces peintures sont de véritables chefs-d'œuvre. Leur thématique est exclusivement bouddhiste : elles s'inspirent des récits des vies du Bouddha (Jātaka et Avâdana), mais abordent une diversité de sujets, et ont pour décor des lieux très divers : des villes, des villages, des paysages somptueux, ainsi que des palais où évoluent des courtisans.

Peintures des grottes d'Ajantâ.
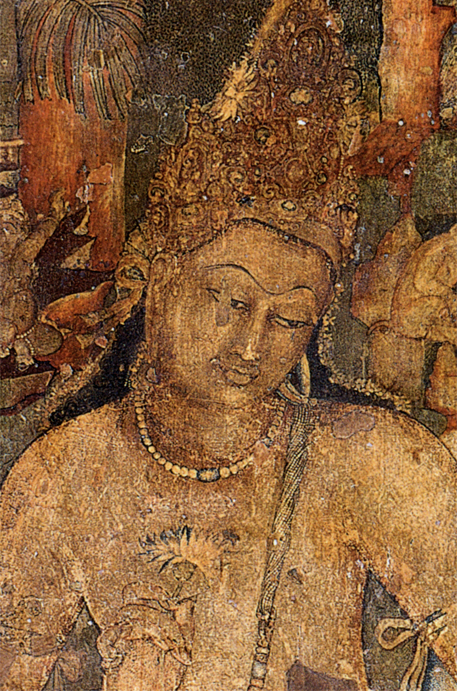
Peinture du bodhisattva Padmapāni/Avalokiteśvara, grotte 1.
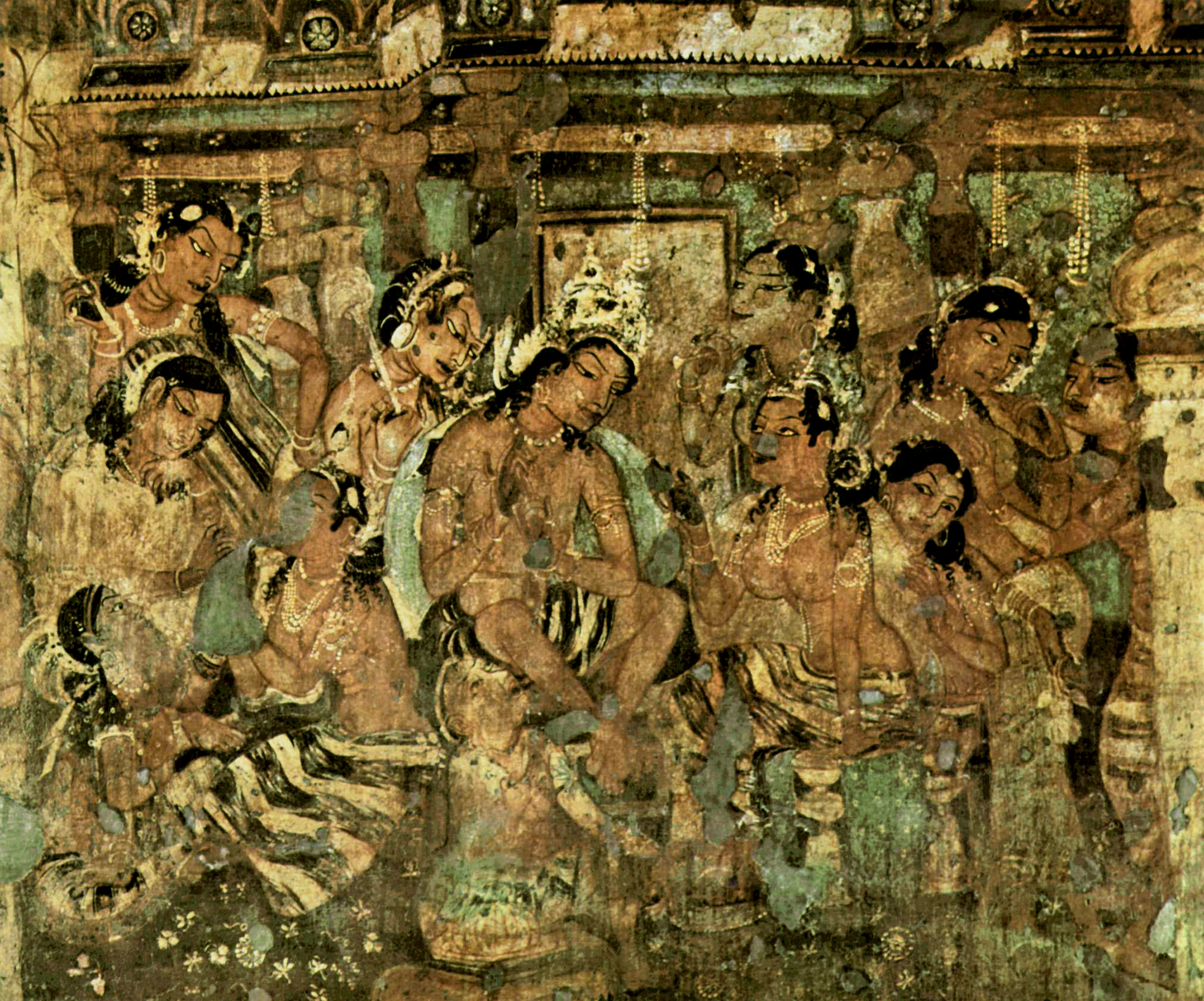
Scène de vie de palais. Jâtaka Mahajanaka. grotte 1, mur nord.
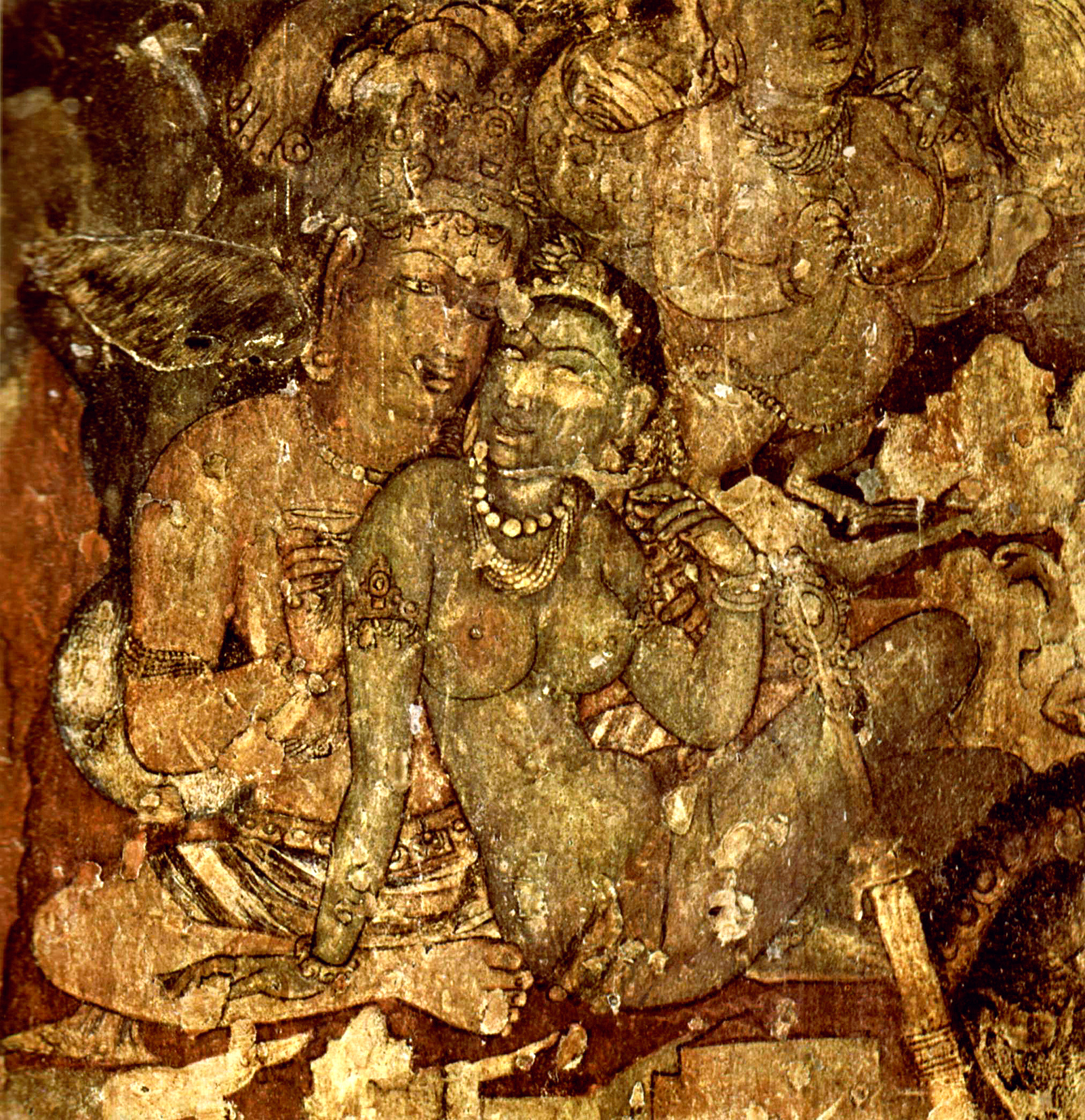
Scène d'amour.
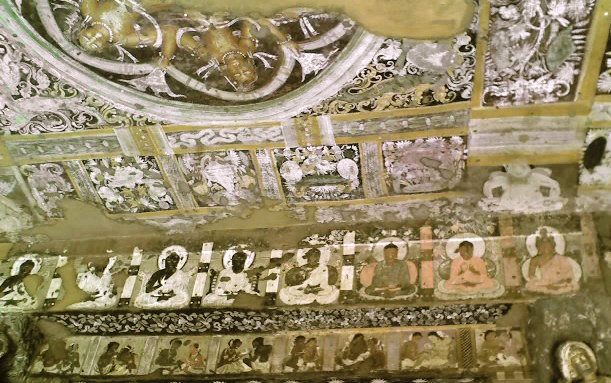
Décor de l'entrée de la grotte 17.

### Quelques sites représentatifs de la culture de la période Gupta
Certains lieux sont devenus des centres artistiques entretenant une tradition propre et ayant un rayonnement considérable, contribuant à l'influence de la civilisation des Gupta au-delà du sous-continent indien. Les cours royales et princières ont pu être ce type de lieu, mais elles ont aujourd'hui disparu et nous sont donc inconnues autrement que par des allusions dans les textes. Restent donc les sites religieux, où se trouvaient des monastères riches et où affluaient des pèlerins, ce qui motivait l'activité de lettrés et d'artistes attirés par ces lieux où leurs talents pouvaient être valorisés. De véritables écoles de pensée ou d'art y naissaient, et pouvaient durer plusieurs siècles. Les sites les mieux connus relevant de ce type sont des sites bouddhistes, en dépit du fait que cette religion soit minoritaire sous les Gupta. Ils ont déjà été évoqués plus haut, et il s'agit maintenant de voir essentiellement les raisons de leur dynamisme, leur organisation et leur rayonnement.

#### Mathura et Sârnâth, foyers d'un art bouddhiste
Mathura et Sārnāth ont été sous la dynastie Gupta deux centres majeurs de réalisation de statues au style bien identifiable. Il s'agit de lieux de culte surtout bouddhistes, et l'art qui en est originaire concerne essentiellement cette religion. On sait par les voyageurs chinois Faxian et Xuanzang qu'on y trouvait des monastères et des centaines de moines, constituant ainsi des centres non seulement artistiques mais aussi intellectuels.
Mathura, situé dans l'Uttar Pradesh, est un grand centre de pèlerinage et de commerce, car c'est selon la tradition hindoue le lieu de naissance de Krishna. Pourtant, c'est depuis la période de l'empire kouchan (IIe – IIIe siècles) un centre de sculpture bouddhiste de premier plan, qui doit en grande partie son importance au patronage des souverains de cette dynastie. Les sculpteurs locaux travaillent le grès rouge caractéristique qui se trouve à proximité du site. À la différence de l'art du Gandhâra, l'influence hellénistique est moins forte dans l'art de Mathurâ. Du IVe au VIe siècle, ce site connaît une floraison artistique importante, et ses sculpteurs ont laissé à la postérité de nombreuses œuvres, continuant ainsi à influencer le canon de l'art bouddhiste pour plusieurs siècles, et ce jusqu'en Asie du Sud-Est et en Chine. Ils ont également produit de nombreuses statues hindouistes et jaïnes.

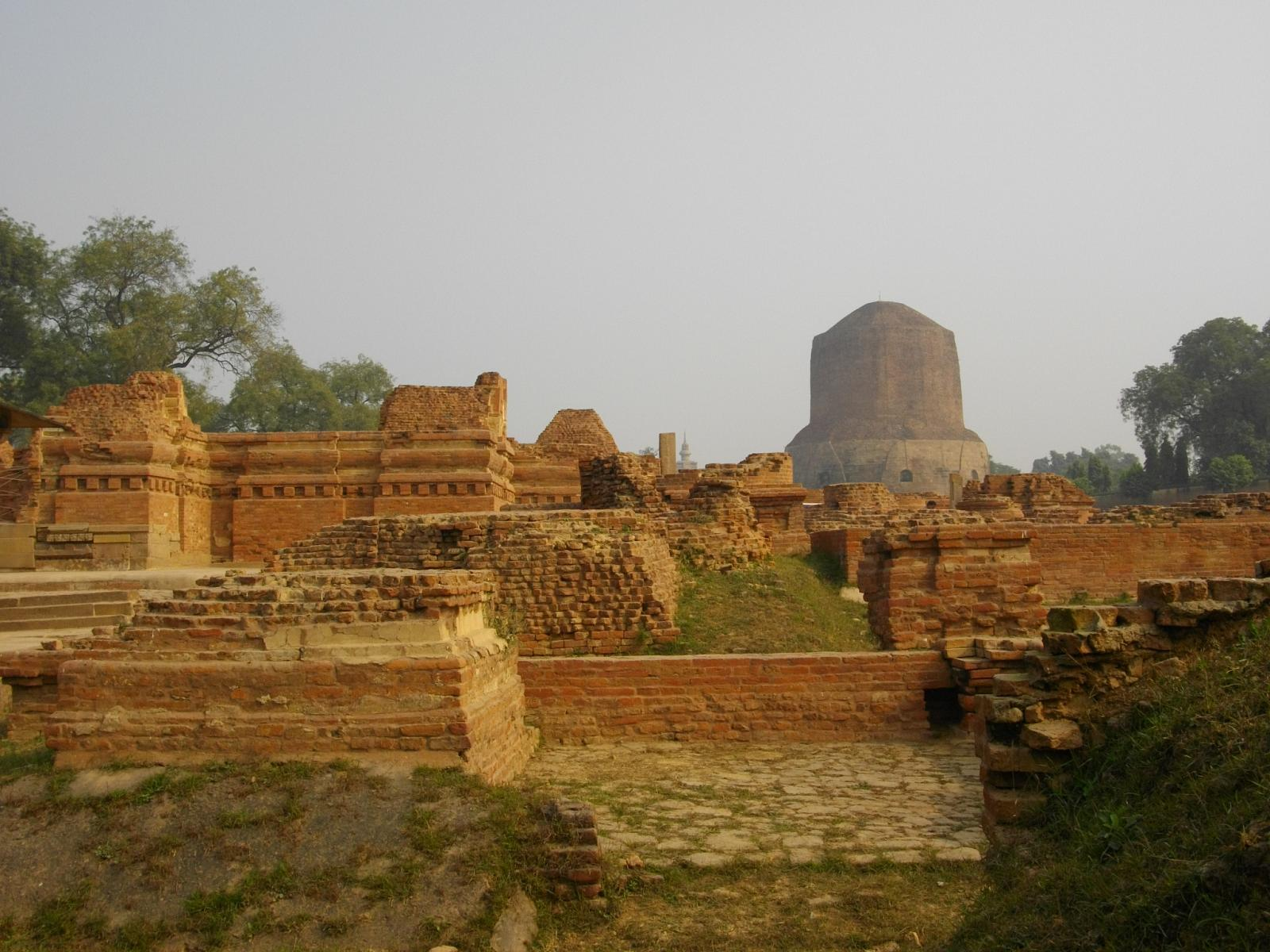
Ruines d'un ancien monastère bouddhiste à Sârnâth, avec le stûpa Dhamekh en arrière-plan.

Sārnāth, également situé dans l'Uttar Pradesh, plus précisément dans la banlieue de Varanasi, est un site directement rattaché à la tradition de la vie du Bouddha, qui y aurait prononcé son premier sermon. De ce fait, c'est un des principaux lieux de culte du bouddhisme, ce qui explique la constitution d'un centre monastique important dès l'époque de l'empire Maurya, avec la construction de stūpas, dont le stûpa Dhamekh évoqué plus haut, qui marquerait l'emplacement du Bouddha lors de son premier sermon. En plus de ces réalisations architecturales, le site de Sârnâth a livré des sculptures datées de la période gupta, réalisées à partir du grès beige extrait à proximité, à Chunâr, dont un certain nombre se trouve aujourd'hui au musée local. L'école artistique y est plus tardive que celle de Mathurâ, puisqu'elle apparaît à la période gupta au Ve siècle. Comme ceux de Mathurâ dont ils reprennent en partie les codes, les sculpteurs de Sârnâth ont contribué à fixer les principes de la sculpture de la période classique indienne. Leurs thèmes sont en très grande majorité inspirés par le bouddhisme : Bouddha, boddhistvas dont ils cherchent à figurer la hauteur spirituelle, leur donnant une expression de détachement conforme à l'idéal bouddhique.

#### Le centre académique bouddhiste de Nâlandâ

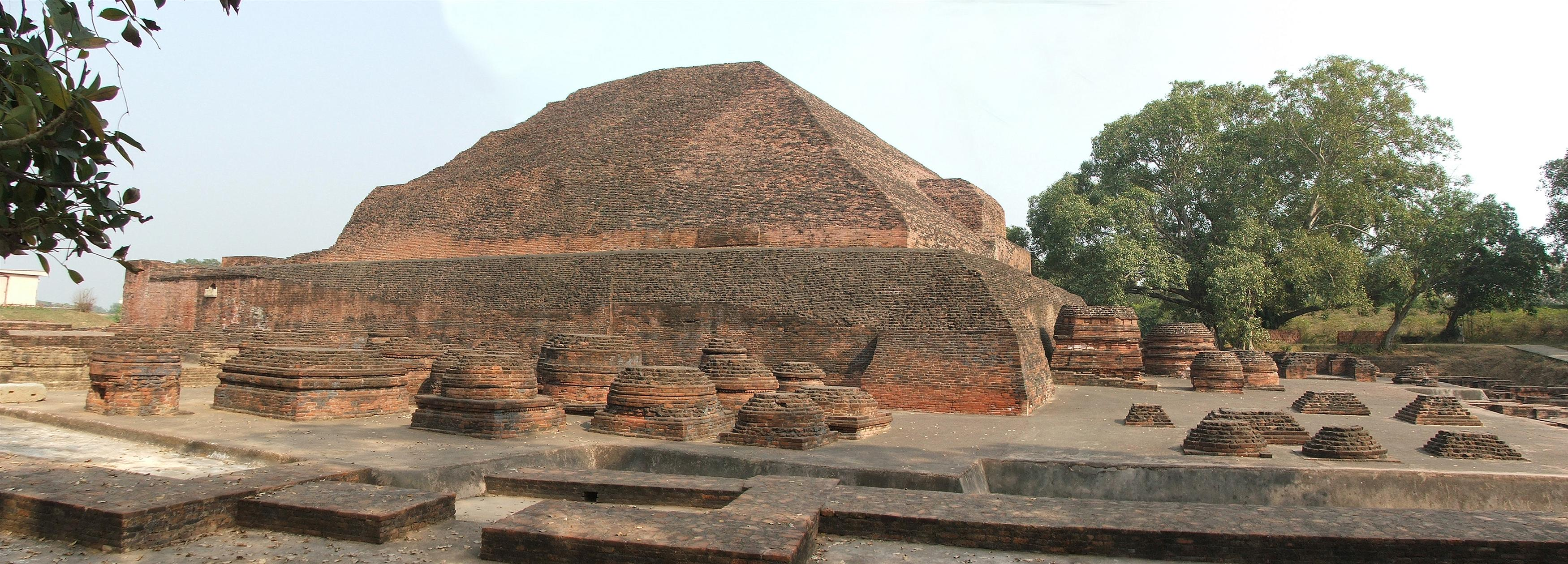
Ruines actuelles du site de Nâlandâ.

Nâlandâ est le plus important centre d'études de l'Inde durant la période classique, avant la période musulmane. Il est situé dans l'actuel Bihar. Au début de l'époque de la dynastie Gupta, on n'y trouve probablement que quelques sanctuaires bouddhistes, avec des moines lettrés. L'essor de cette institution en tant que centre intellectuel de premier plan est à dater du règne de Kumâragupta Ier, dans la première moitié du Ve siècle. En dépit de ses inclinations vishnuïtes, ce roi fait un don d'une centaine de villages avec leurs terres au monastère bouddhiste du lieu, qui devient un Mahâvihâra (« grand monastère »), et dispose ainsi de solides ressources financières pour prospérer en tant que lieu d'études et d'enseignement de premier ordre.
L'objet des réflexions, discussions et enseignements en ce lieu était essentiellement la religion, surtout le bouddhisme. Les plus grands penseurs du Mahāyāna de l'époque ont officié dans ce lieu, comme Vasubandhu ou Dignāga. Mais il y avait aussi de la place pour les autres religions traditionnelles du monde indien. Les savants de Nâlandâ pratiquaient aussi des disciplines profanes, comme la grammaire, puis la médecine, l'astronomie, les mathématiques, ou encore l'agronomie, la musique. Nâlandâ est également un centre artistique important, qui sert de passeur de l'art de la période gupta vers le Bengale et plus loin l'Asie du Sud-Est. Quelques trouvailles artistiques datant de cette époque ont été faites sur ce site, notamment un groupe de sculptures en stuc d'une grande qualité découverts sur le site 3. Les réalisations architecturales de la période gupta ont été recouvertes par celles des périodes postérieures.
De ce fait, Nâlandâ peut être considéré comme l'un des plus importants centres universitaires de l'époque gupta et delà, puisqu'il dure près de 800 ans. Il dispose alors d'une renommée internationale, vers l'Asie du Sud-Est et aussi la Chine, puisque c'est en ces lieux que le moine Xuanzang obtient des manuscrits importants qu'il ramène et traduit dans son pays.

#### Les grottes d'Ajantâ

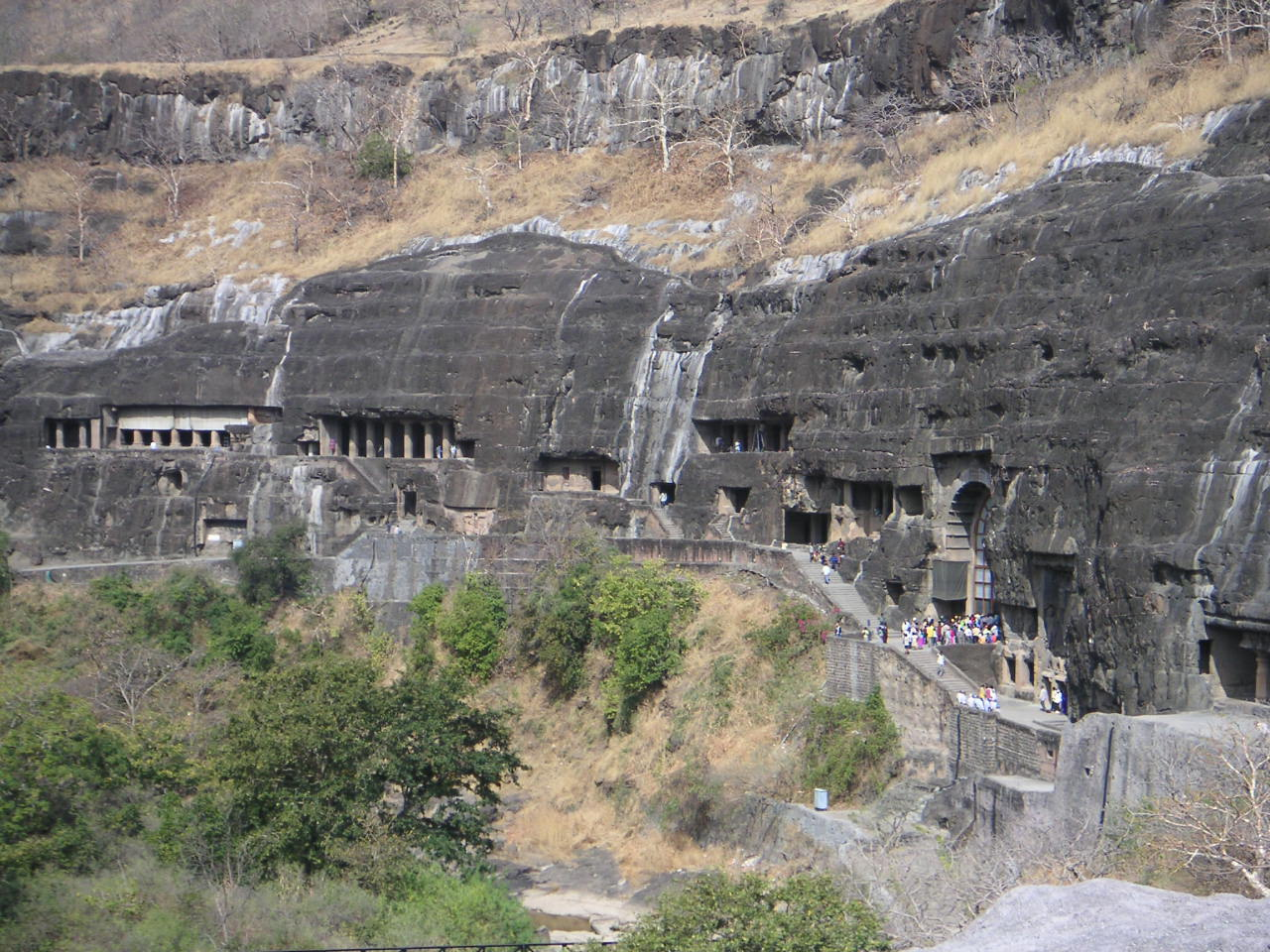
Les grottes d'Ajantâ vues de l'extérieur.

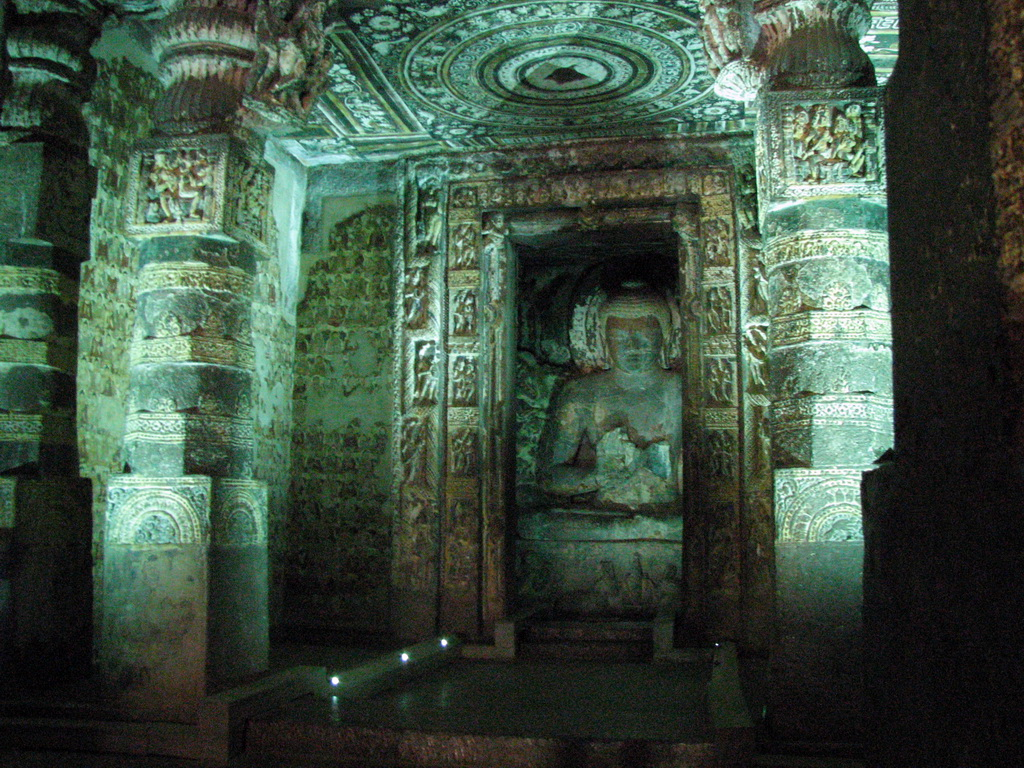
Intérieur du sanctuaire de la grotte 1 d'Ajantâ.

Le site d'Ajantâ, dans le Maharashtra, est un des plus représentatifs de l'art du sous-continent indien de la période gupta. Pourtant, il ne se situe pas dans le domaine gupta à proprement parler, mais dans le territoire d'un royaume allié et vassal, le Vakataka. Ajantâ est un site situé sur une falaise rocheuse en forme de fer à cheval dominant un cours d'eau, dans laquelle ont été creusées 29 grottes, le tout constituant un sanctuaire bouddhiste florissant. Les premières grottes datent des IIe et Ier siècles av. J.-C., et le site est occupé jusqu'au IXe siècle. L'activité artistique est à son maximum à la période gupta, dans la seconde moitié du Ve siècle, quand Ajantâ est un monastère renommé qui attire des pèlerins en grand nombre et quand une école artistique remarquable y œuvre. Cette période florissante est due au patronage du souverain vâkâtaka, Harishena, et de son ministre Varâhadeva, dont on a retrouvé des inscriptions dans certaines grottes.
Les grottes d'Ajantâ sont des constructions de deux types, ouvertes sur l'extérieur par des façades sobres à colonnes. Le premier type est celui des chaitya, lieux de culte. Ils sont de plan absidal, articulés autour d'une nef centrale jouxtée par des bas-côtés séparés d'elle par des piliers. On y trouve un petit sanctuaire dédié au Bouddha, souvent représenté dans des niches sculptées, ainsi que des reliques abritées dans un petit édifice en forme de stûpa. Le second type est celui des vihâra, les cellules dans lesquelles vivaient les moines, petites et de plan carré.
Ces grottes sont remarquables par les œuvres des artistes qui y ont travaillé. On y trouve de nombreuses sculptures, influencées par l'école de Mathurâ. Mais les plus remarquables réalisations sont les « galeries de peinture » (vîthî), témoignages uniques de la peinture de la période gupta (voir plus haut). Elles illustrent les récits de la vie et des vies antérieures du Bouddha, les Jātaka, ainsi que les Avadâna. Ajantâ doit sa renommée à ces œuvres, remarquablement détaillées, foisonnantes de couleurs, et d'une grande variété thématique : elles abordent aussi bien des sujets religieux que des thèmes profanes, s'inspirant des scènes urbaines, rurales ou palatines de la période gupta, bien qu'elles soient censées représenter des scènes s'étant déroulées dans un passé très lointain. En cela elles constituent un témoignage d'une valeur inestimable sur cette période.

### Le rayonnement de la culture de l'Inde des Gupta
La civilisation de l'Inde des Gupta a eu une influence sensible sur les régions voisines. Cela n'est pas une nouveauté à cette période, car l'Inde a déjà un rayonnement en direction de l'Asie centrale ou de l'Asie du Sud-Est durant les siècles précédents, où les religions indiennes (bouddhisme et hindouisme) ainsi qu'une partie de leur tradition littéraire et des influences artistiques se sont déjà diffusées.
Ce rayonnement est avant tout perceptible dans le domaine artistique. Il est d'abord perceptible dans un cercle proche de royaumes situés directement au contact de l'empire Gupta ou qui lui succèdent sur ses marges : le royaume de la dynastie Licchavi qui règne au Népal de la fin du IVe siècle à la fin du VIIIe siècle, où les artistes réalisent des statues dans un style inspiré de ceux de Mathura et de Sārnāth ; le royaume de la dynastie Pala dans le Bengale, bouddhiste, qui domine notamment le centre universitaire de Nâlandâ qui sert de passeur d'une tradition religieuse mais également artistique gupta. De là, l'influence indienne va vers les royaumes de l'Asie du Sud-Est, souvent convertis à l'hindouisme ou au bouddhisme et dont la culture est déjà fortement indianisée : la dynastie des Dvâravatî en Thaïlande (VIe – IXe siècles) dont la statuaire témoigne d'une influence gupta ; le royaume hindouiste de Champā au Viêt Nam ; et le Cambodge pré-angkorien (IIIe – VIIIe siècles). L'influence artistique gupta se ressent jusqu'à Sumatra et Java. L'art religieux de ces régions est marqué par une inspiration des artistes gupta, même si cela n'entrave pas des particularités locales fortes. L'art gupta rayonne aussi vers l'ouest, en direction de l'Afghanistan et de l'Asie centrale, où on retrouve des formes et des inspirations des artistes de Mathurâ ; des traits des œuvres guptas se retrouvent aussi sur certaines statues de la Chine de la dynastie Tang.
Cette influence artistique est solidaire d'une influence religieuse qu'elle accompagne depuis les derniers siècles précédent notre ère. Si l'hindouisme s'est répandu vers l'Asie du Sud-Est jusqu'en Indonésie, c'est surtout le bouddhisme qui s'étend du fait de son caractère prosélyte. Cette transmission religieuse implique des traductions d'œuvres rédigées en sanskrit ou en pali dans les pays où se font les conversions. Cet effort de traduction est surtout connu pour la Chine. Au début du Ve siècle, un moine d'Asie centrale du nom de Kumarajiva traduit des sutras bouddhiques en chinois à Chang'an. Il influence le moine chinois Xuanzang, qui au VIIe siècle va en Inde pour chercher des œuvres bouddhistes et les traduire : c'est ainsi que les écrits de penseurs de la période gupta tels que Asanga et Vasubandhu parviennent en Chine. L'Inde est donc un pays attractif pour certains pèlerins chinois malgré la difficulté du voyage, le pionnier ayant été le moine Faxian, qui nous a laissé une description de l'Inde du temps des Gupta, avec une attention particulière pour les lieux de pèlerinage bouddhistes.
L'Inde exerce donc un rayonnement dans le milieu lettré des pays voisins, ce qui explique le fait que les écritures indiennes de la période gupta aient servi de base à certaines écritures au Népal ou en Asie centrale (pour le koutchéen et l'agnéen), en plus d'avoir été connues par les traductions de textes religieux indiens. Dans le domaine scientifique enfin, l'influence des astronomes et des mathématiciens indiens est perceptibles dans des pays voisins, même s'il faut également prendre en compte le fait que le développement de ces sciences en Inde doit beaucoup aux apports occidentaux, grecs avant tout.